# Chipre del Norte
Chipre del Norte, oficialmente República Turca del Norte de Chipre (en turco: Kuzey Kıbrıs Türk Cumhuriyeti, en griego: Τουρκική Δημοκρατία της Βόρειας Κύπρου), es un Estado con reconocimiento limitado que controla el tercio norte de la isla de Chipre, en el Mediterráneo oriental. Su capital es Nicosia Norte (Lefkoşa). Es conocida como Chipre del Norte para distinguirla de la República de Chipre.
Turquía es el único país que la reconoce explícitamente desde que en 1983 consiguiera la independencia de facto; todos los demás gobiernos y la Organización de las Naciones Unidas reconocen la soberanía de la República de Chipre sobre toda la isla. La Organización de la Conferencia Islámica reconoce desde 2004 a la República Turca del Norte de Chipre como un estado constituyente de una Chipre unida, bajo el nombre de «Estado Turco Chipriota». También es miembro de la Organización Internacional de la Cultura Túrquica, una organización regional intergubernamental, desde 1993. En 2004, la Asamblea Parlamentaria del Consejo de Europa otorgó el estatus de observador a los representantes de la comunidad turcochipriota, a lo que siguió la aceptación de la República Turca del Norte de Chipre como país observador en la OCE en 2012.

## Historia
Debido a su ubicación geográfica y a su importancia estratégica, Chipre fue invadida por hititas, asirios, egipcios, persas, ptolemeos, romanos, bizantinos, lusignanos, venecianos, ingleses y turcos a lo largo de la historia.

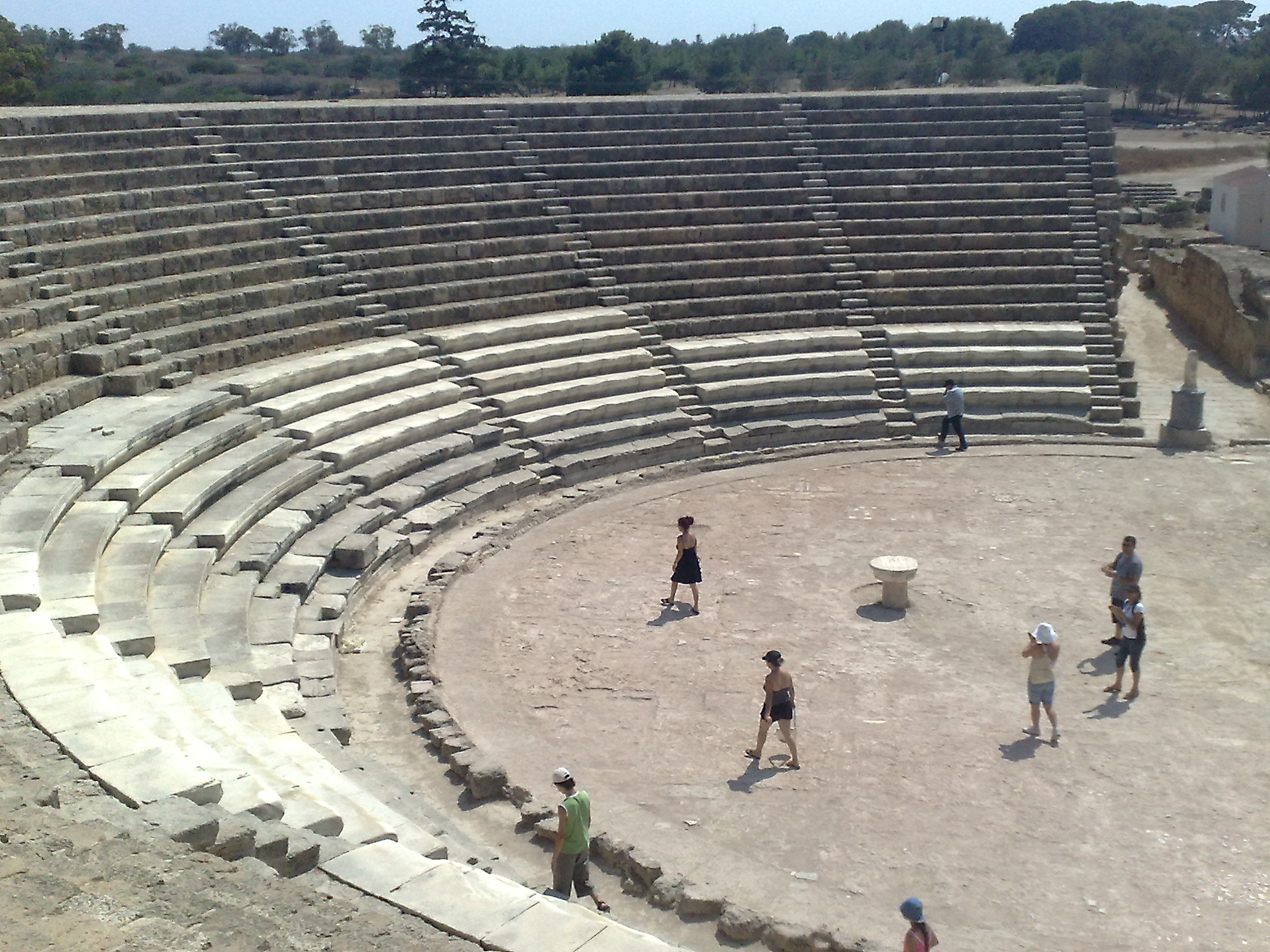
Anfiteatro de la época del Imperio romano en Chipre del Norte

Durante la dominación veneciana, los otomanos realizaron a veces incursiones en Chipre. En 1489, el primer año de control veneciano, los otomanos atacaron la península de Karpass, saqueando y llevándose cautivos para venderlos como esclavos. En 1539, la flota otomana atacó y destruyó Limassol, Temiendo la expansión del Imperio otomano, los venecianos habían fortificado Famagusta, Nicosia y Kyrenia, pero la mayoría de las demás ciudades fueron presa fácil.
En el verano de 1570, los otomanos volvieron a atacar, pero esta vez con una invasión a gran escala en lugar de una incursión. Unos 60.000 soldados, incluyendo caballería y artillería, bajo el mando de Lala Mustafa Pasha desembarcaron sin oposición cerca de Limassol el 2 de julio de 1570 y sitiaron Nicosia. La ciudad cayó el 9 de septiembre de 1570; 20.000 nicosianos fueron masacrados y todas las iglesias, edificios públicos y palacios fueron saqueados. Sólo se salvaron las mujeres y los niños que fueron capturados para ser vendidos como esclavos.
La noticia de la masacre se extendió y pocos días después Mustafá tomó Kyrenia sin tener que disparar un solo tiro. Los ciudadanos de Famagusta, en cambio, dirigidos por el comandante veneciano Marco Antonio Bragadin, opusieron una resistencia heroica que llevó al asedio de la ciudad durante aproximadamente un año, desde septiembre de 1570 hasta agosto de 1571. Cuando los otomanos acabaron abriendo una brecha en las fortificaciones, se produjo una masacre de la mayoría de los cristianos que quedaban en la ciudad, a pesar de que el comandante otomano había acordado previamente que, a cambio de la rendición de la ciudad, se garantizaría el paso seguro de los cristianos a Creta. 
A Bragadin le cortaron las orejas y la nariz y, tras ser arrojado a la cárcel durante dos semanas, fue arrastrado alrededor de las murallas con sacos de tierra y piedras en la espalda, y luego atado desnudo a una columna en la plaza principal y desollado vivo.
La caída de Famagusta marcó el fin de la dominación veneciana y el comienzo del periodo otomano en Chipre, con Lala Mustafa Pasha como primer gobernador turco de la isla.
El 25 de mayo de 1571, el Papa Pío V formó la Santa Liga, una coalición entre los Estados Pontificios, Malta, el Imperio español de los Habsburgo, la República de Venecia, la República de Génova y algunos otros estados italianos. Cuatro meses más tarde, el 7 de octubre, las fuerzas navales de la Liga, compuestas principalmente por barcos venecianos, españoles y papales bajo el mando de Don Juan de Austria, derrotaron a la flota turca en la batalla de Lepanto en una de las batallas decisivas en general -y navales en particular- de la historia mundial. La victoria sobre los otomanos, sin embargo, llegó demasiado tarde para ayudar a Chipre, y la isla permaneció bajo dominio otomano durante los tres siglos siguientes.
En 1573 los venecianos abandonaron Chipre, eliminando la influencia de la Iglesia católica.
Los otomanos gobernaron la isla mediante el sistema Millet donde todos los individuos fueron clasificados según su religión. Chipre estuvo bajo dominio turco hasta 1878, cuando su administración pasó al Reino Unido. Hasta la Primera Guerra Mundial, la isla perteneció legalmente al Imperio otomano, momento en que fue anexionada por Gran Bretaña debido a su beligerancia aliada con los Imperios Centrales. En 1960, obtiene su independencia.

### Independencia de Chipre
El dominio británico no pudo contener las aspiraciones propias de ambas comunidades. Los greco-chipriotas habían iniciado en 1830, cuando nace el estado griego, un reclamo por la enosis (unión con Grecia, con la que tenían vínculos culturales e históricos). Contrariamente, los turco-chipriotas conformaron la «Volkan», una milicia que en 1958 pasó a llamarse Organización de Resistencia Turca (TMT) cuyo objeto era evitar la enosis apoyando el taksim, reparto de la isla entre Turquía y Grecia.

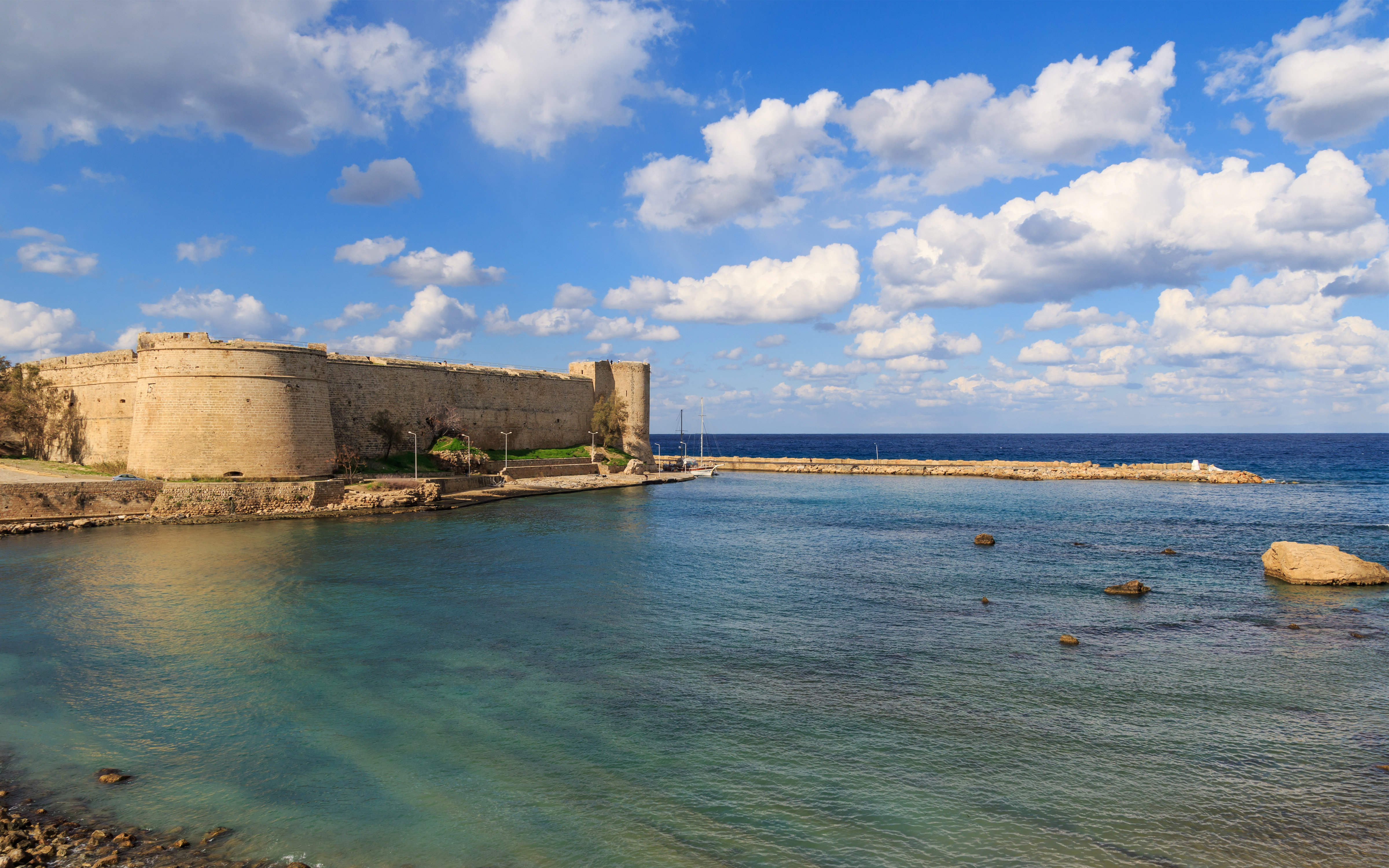
Castillo de Kyrenia.

Las demandas derivaron en una lucha violenta, dirigida por la Organización Nacional de Luchadores Chipriotas, con el respaldo del Arzobispo Makarios III, arzobispo y primado de la Iglesia Autocéfala Ortodoxa de Chipre. Ante tal situación, los turcos pasaron a apoyar el dominio británico para evitar ser súbditos de un estado griego.
Ante el costo militar y en vidas humanas que demandaba al Reino Unido mantener la situación colonial, este país invitó a Grecia y a Turquía a encontrar una solución a la cuestión chipriota. Ello derivó en el Acuerdo de Zúrich de 1958 y en el Acuerdo de Londres de 1959. Los mismos entraron en vigor el 16 de agosto de 1960 con el nacimiento de la República de Chipre a través de una compleja constitución cuyos principales puntos eran:
- República bicomunal con estatus igualitario de ambas comunidades.

- Grecia, Turquía y el Reino Unido serían las potencias garantes, con derecho de intervención cuando el régimen constitucional se viera en peligro.

- Con la finalidad de evitar la enosis, se declaró que Chipre no podía unirse a ningún estado, grupos de estados y organizaciones de las que Grecia y Turquía fueran parte. También se estableció la no participación, en todo o en parte, de la República de Chipre en una unión política o económica con otro Estado.

- El poder ejecutivo quedaba a cargo de un Presidente greco-chipriota, y un Vicepresidente turco-chipriota, elegidos por sus respectivas comunidades por sufragio universal.

- Ambos gozarían de poderes idénticos, con derecho a veto.

- El poder legislativo (casa de los representantes) con integrantes elegidos por cada comunidad en proporción 70/30.

- Cada comunidad dispondría de su propia cámara legislativa comunal con competencias en el ámbito religioso y cultural entre otras.

- Las dos comunidades aceptaron en los tratados renunciar a sus demandas de enosis y taksim.

### División intercomunal

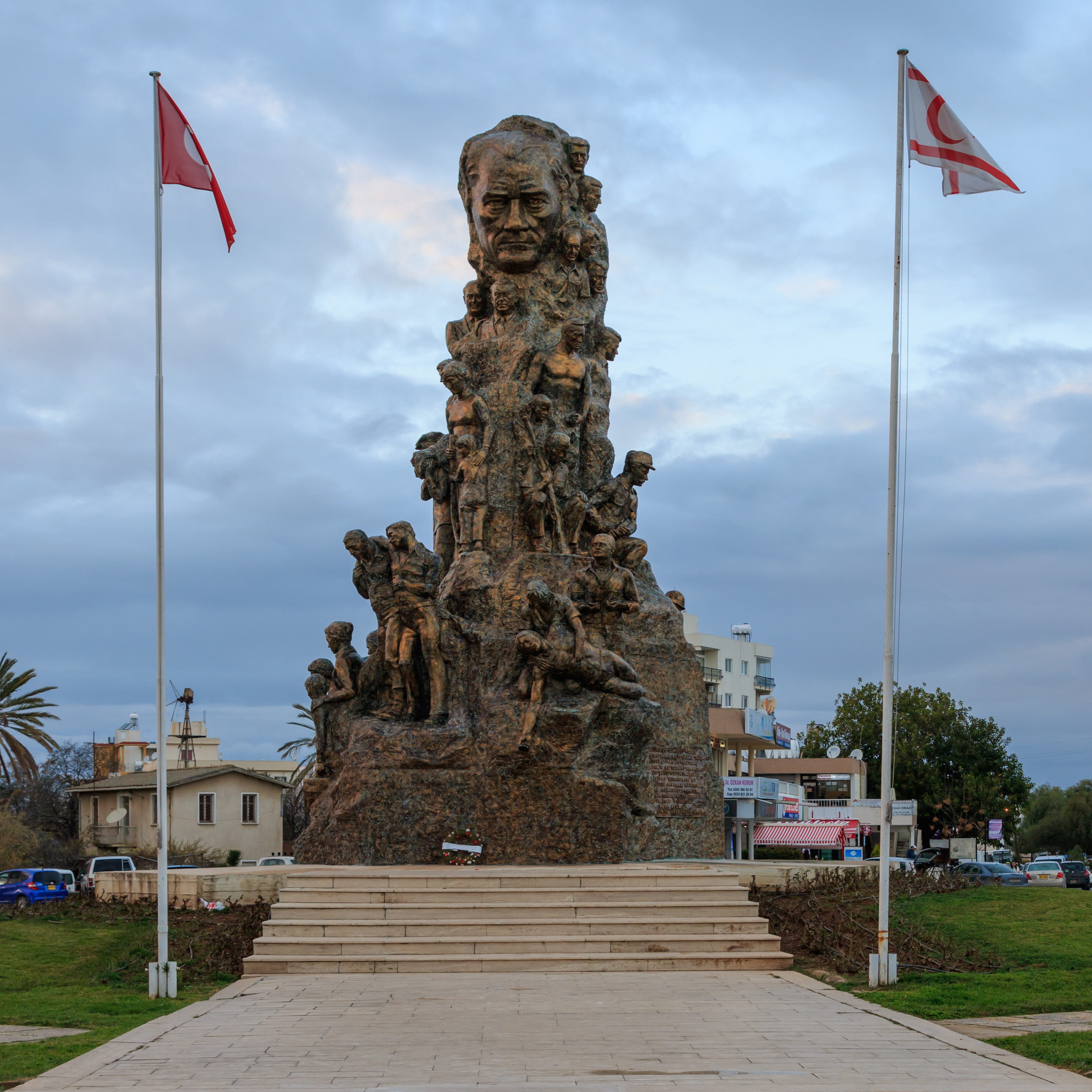
Monumento de la Victoria construido tras la división de la Isla de Chipre

El líder grecochipriota, Makarios, contrario a la igualdad intercomunal, buscó eliminar el derecho a veto de los turco-chipriotas a través de la modificación de la constitución. El rechazo de estos provocó diversos actos de violencia en el año 1963, que tendrán su culmen en el mencionado año, al siguiente y en 1967.
Consecuentemente, los turco-chipriotas se vieron obligados a dejar sectores de la isla, aislarse en enclaves y dejar sus puestos laborales. El Consejo de Seguridad de la ONU aprobó la instalación de una fuerza de paz en la isla UNFICYP, todavía desplegada en la misma.

### Operaciones militares turcas
El 15 de julio de 1974 se efectúa en la isla un golpe de Estado contra el gobierno de Makarios. Este fue liderado por un grupo de militares griegos y grecochipriotas con la intención de revivir la enosis. El mismo contaba con el respaldo de la denominada «Dictadura de los Coroneles» que gobernaba Grecia entre los años 1967 y 1974.
Esto alarmó a Turquía que temía por la minoría turcochipriota que se había comprometido a defender por el tratado de garantías que había dado origen al estado chipriota. Por ello, llevó a cabo una masiva invasión del sector norte de Chipre a través de la denominada Operación Atila (también denominada por los turcos «Operación de Mantenimiento de la Paz»).
El 37 % de territorio quedó en manos turcas y, entre 140 000 y 160 000 grecochipriotas tuvieron que huir de la parte norte de la isla.
Desde entonces los grecochipriotas reclaman la posibilidad de retorno de los refugiados a sus tierras y a sus propiedades. Turquía, por su parte, respondió con la proclamación en 1975 del «Estado Federado Turco de Chipre» y el 15 de noviembre de 1983 con una declaración de independencia que convirtió al norte del país en la República Turca del Norte de Chipre (RTNC), con Rauf Denktash como presidente.

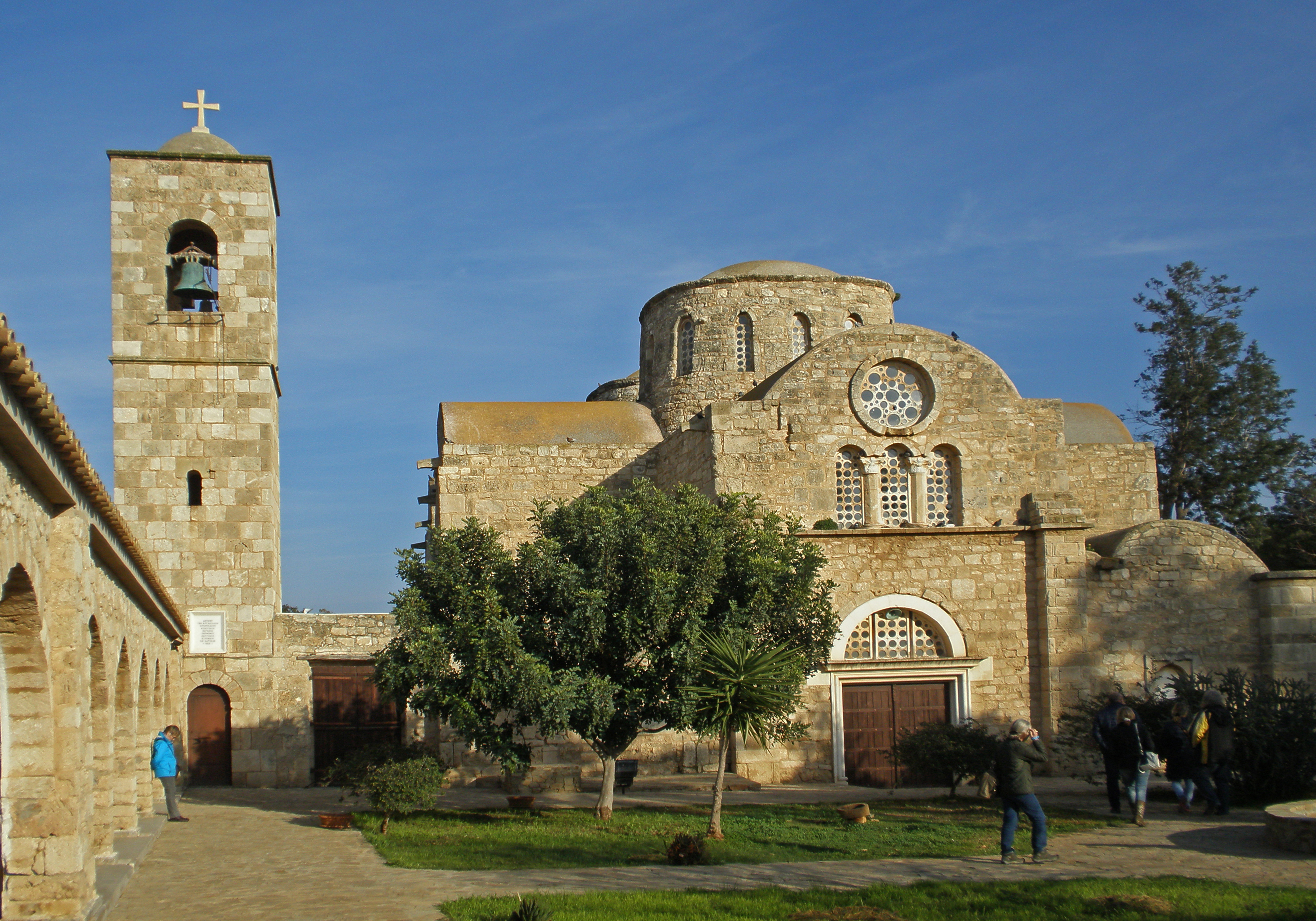
El monasterio de San Bernabé construido alrededor de una estructura del siglo V después de Cristo fue desalojado en 1976 y transformado en museo.

### Situación posterior a la invasión turca
Desde la realización de la operación de 1974, la ONU ha intentado resolver el conflicto sin éxito.
En 1999, la Unión Europea estableció en el Consejo Europeo de Helsinki que la reunificación no era una precondición para la adhesión de Chipre. Grecia amenazó con vetar la candidatura de Turquía si no se incluía esta decisión.
Las Naciones Unidas han realizado innumerables esfuerzos para la solución del conflicto a través de la reunificación. Las propuestas realizadas por el secretario general de Naciones Unidas en 1984, 1986 y en 1992 fueron rechazadas por los grecochipriotas por no admitir la igualdad política entre las dos comunidades. Otros intentos de solución al conflicto fracasaron en 1996 y 1997, debido a que a los turcochipriotas no se los reconocía como Estado independiente.
El entonces secretario general de la ONU, Kofi Annan, presentó una nueva propuesta en 2002 conocida como Plan Annan que incluía conceptos que provocaron fuertes reticencias entre la comunidad griega. Revisada en 2003, establecía la creación de una federación de dos estados –el Estado Greco Chipriota y el Estado Turco Chipriota– unidos conjuntamente por un gobierno federal con escaso poder, algo similar a lo que es Bosnia-Herzegovina o a lo que fue Serbia-Montenegro.
Después de innumerables conversaciones, el 24 de abril de 2004, el Plan Annan fue presentado para su ratificación en 
referéndum en ambas comunidades.
Los turcochipriotas, ignorando el consejo de su presidente Rauf Denktash (que recomendaba votar en contra), aprobaron la propuesta por el 65 % de su población. La comunidad grecochipriota rechazó el plan y, con ello, se acababan todas las esperanzas de que una Chipre unificada pudiera acceder a la UE el 1 de mayo de 2004. Gran parte de la población grecochipriota pensaba que el plan daba demasiados poderes a la parte turca. El principal escollo fue la oposición griega a que no todos los refugiados grecochipriotas pudieran volver a sus casas, que las tropas turcas pudieran permanecer en la isla indefinidamente y que también lo hicieran los 45.000 colonos turcos afincados en la misma.
Tras las elecciones presidenciales del 17 de abril de 2005, asumió el cargo de presidente Mehmet Ali Talat, sucediendo a Denktash. El 23 de abril de 2010, Derviş Eroğlu accedió al cargo de presidente del país, en sustitución de Ali Talat.

## Gobierno y política

Mapa de la isla de Chipre. Al norte, la República Turca del Norte de Chipre. Al sur, la República de Chipre.

- Forma de Estado: República secular y parlamentaria basada en la constitución de 1985, muy parecida a la de Turquía.

- Jefe de Estado: presidente elegido por elección directa y por un término de cinco años. El actual presidente es Ersin Tatar, electo en 2020 como quinto presidente de la república.

- Legislatura: unicameral. La asamblea legislativa (Cumhuriyet Meclisi), tiene 50 miembros electos en forma directa por sufragio universal, y por un término de cinco años.

- Ejecutivo: a cargo del consejo de ministros nombrados por el presidente por consejo del primer ministro.

Extensión del estado turcochipriota.

Principales partidos políticos
Partidos parlamentarios
Partido Republicano Turco (CTP)
Partido Nacional de Unidad (UBP)
Partido Demócrata (DP)
Movimiento de Paz y Democracias (BDH)
Partidos no parlamentarios
Partido Comunista de Liberación (TKP)
Partido Nuevo Chipre (YKP)

### Relaciones exteriores

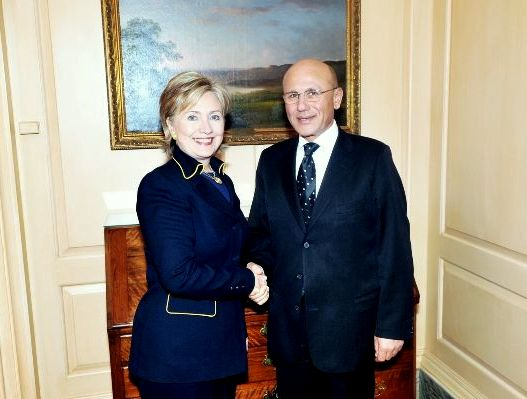
La entonces secretaria de Estado de los Estados Unidos, Hillary Clinton y el entonces presidente de la República Turca del Norte de Chipre, Mehmet Ali Talat en Washington D. C. en 2009.

Turquía es el único país que la reconoce explícitamente; todos los demás Gobiernos y las Naciones Unidas reconocen la soberanía de la República de Chipre sobre toda la isla. La Organización de la Conferencia Islámica reconoce a la República Turca del Norte de Chipre como un estado constituyente de una Chipre unida, bajo el nombre de «Estado Turco Chipriota». En octubre de 2004, la Asamblea Parlamentaria del Consejo de Europa otorgó el estatus de observador a los representantes de la comunidad turcochipriota. La RTNC ha sido aceptada como un país observador a la OCE en su cumbre de Bakú, el 16 de octubre de 2012. La República Turca del Norte de Chipre también es miembro de la Organización Internacional de la Cultura Túrquica, (TÜRKSOY), una organización regional intergubernamental, desde 1993.
La República Autónoma de Najicheván (Azerbaiyán) publicó una resolución reconociendo la independencia de la RTNC, pero Azerbaiyán ha rechazado dar respaldo oficial a esa resolución. Por su parte el Aeropuerto de Ercan no es internacionalmente reconocido como puerto de entrada legal excepto por Turquía y Azerbaiyán, aunque este último país solo permite vuelos chárter directos desde su capital, Bakú.
El 7 de julio de 2004, la CE propuso un proyecto de estatuto sobre el comercio directo entre la UE y la RTNC. La discusión ha sido aplazada debido a las protestas de la República de Chipre. En septiembre de 2005, la Cámara de Comercio turcochipriota abrió su representación en Bruselas. La Cámara está reconocida como un organismo emisor de certificados para los bienes producidos en el norte de Chipre que son válidos en el territorio de la UE.
El 21 de marzo de 2008, tras una entrevista entre el presidente de la República de Chipre, Dimitris Christofias, y el presidente turcochipriota, Mehmet Ali Talat, se anunció la apertura de una nueva vía de tránsito libre entre ambas comunidades en Nicosia, con el que desde 2003 se han abierto cinco puntos a lo largo de la línea verde.

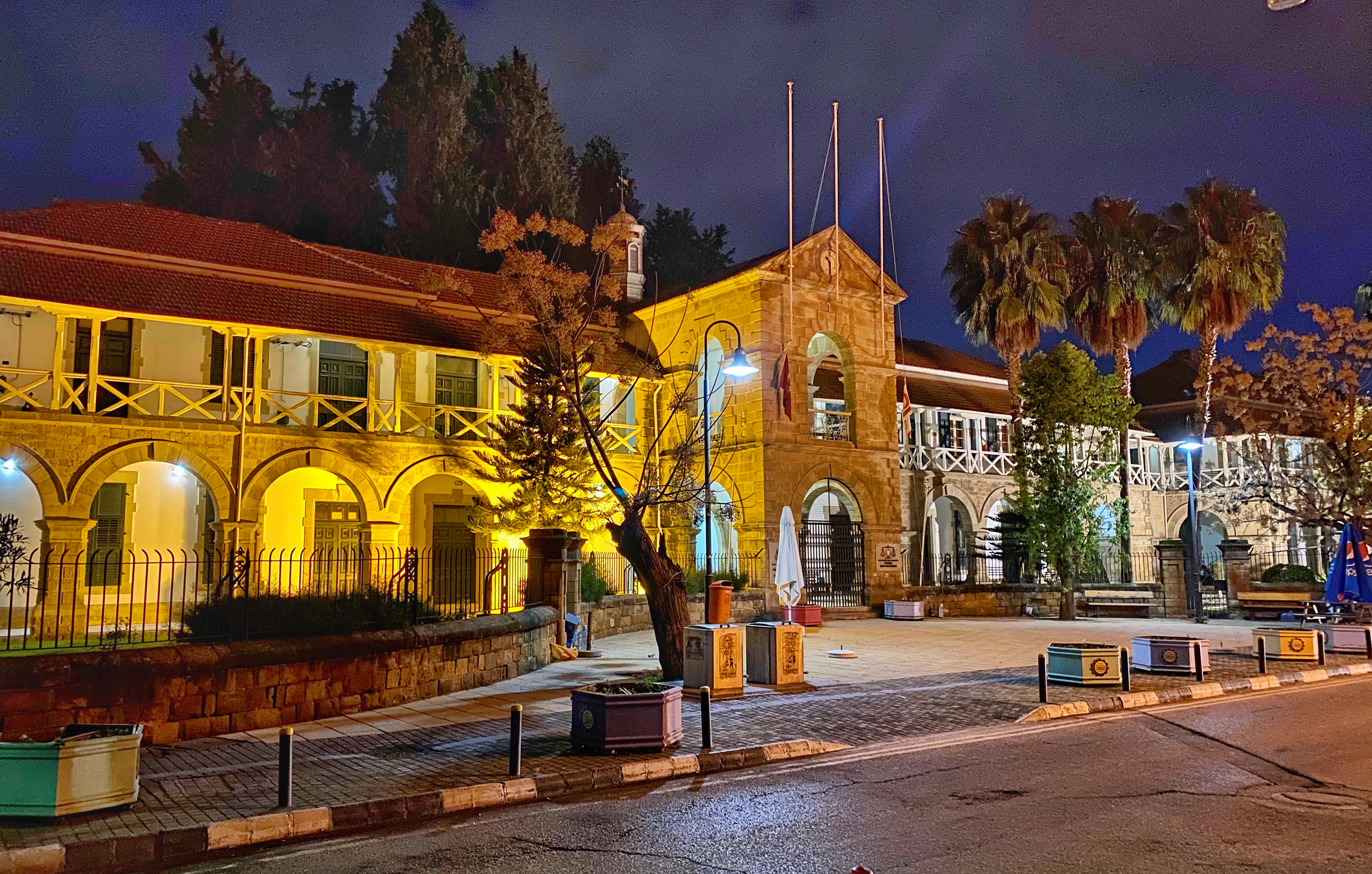
Corte Distrital de Nicosia

### Sistema judicial
La corte más alta es la Suprema Corte de Justicia. Esta funciona como corte constitucional, corte de apelaciones y Alta Corte Administrativa. Posee siete jueces.
Cortes subordinadas:
El poder judicial es ejercido, además de por la Suprema Corte de Justicia, por las cortes de Assize, de distrito y de familia.

#### Corte Suprema de Justicia
Compuesta por el presidente y jueces de la Suprema Corte, un miembro nombrado por el presidente de la República Turca del Norte de Chipre, otro nombrado por la Asamblea Legislativa, el fiscal general y un miembro elegido por la Asociación Bar, es responsable del nombramiento, ascenso, transferencia y asuntos de disciplina de todos los jueces.
Los nombramientos de los presidentes y jueces de la Corte Suprema se hallan sujetos a la aprobación del Presidente de la República.

### Defensa

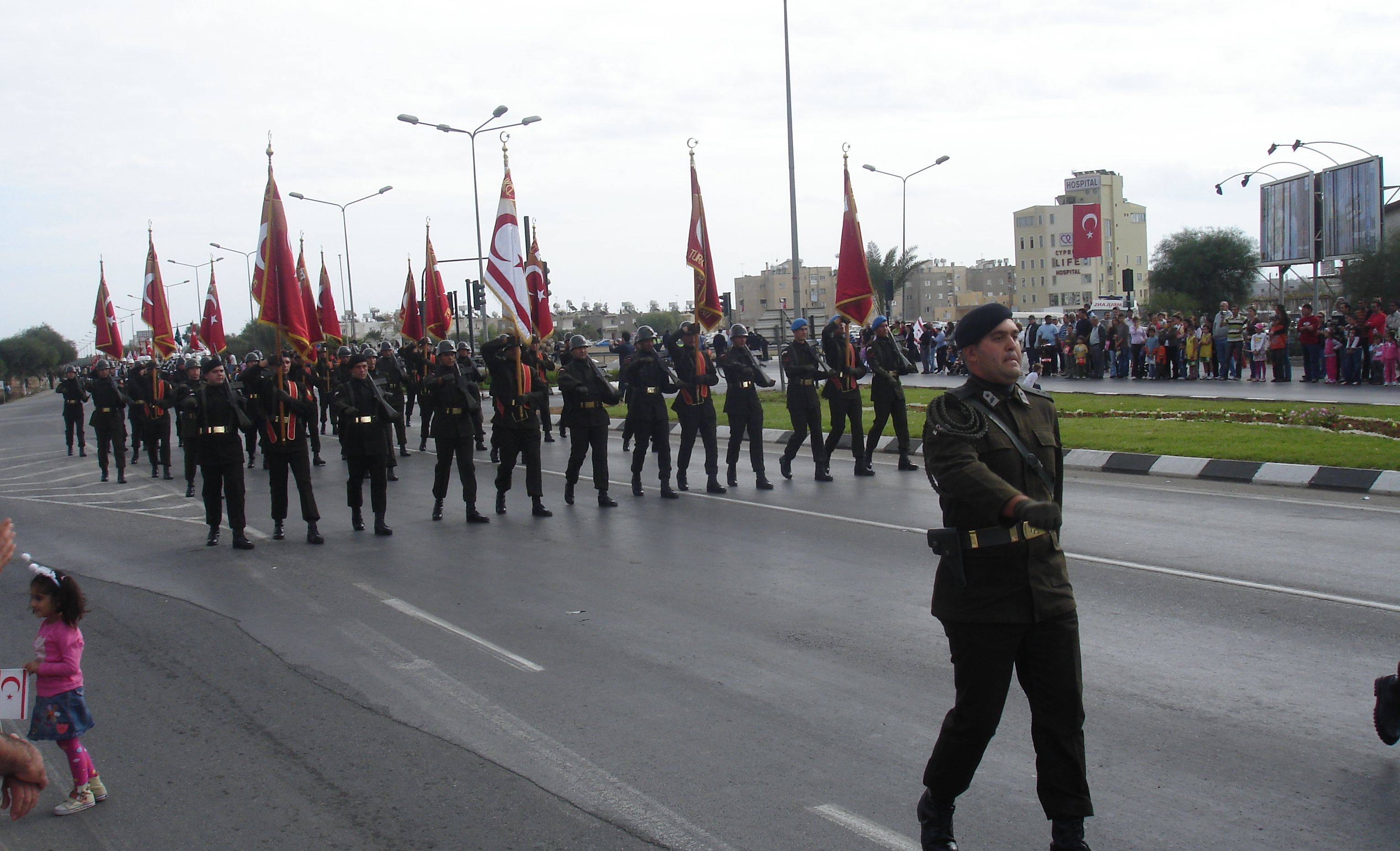
Soldados de Chipre del Norte en un desfile Militar en 2007

El Mando de las Fuerzas de Seguridad está formado por una fuerza de 8.000 efectivos compuesta principalmente por varones turcochipriotas reclutados de entre 18 y 40 años. También hay una fuerza de reserva adicional que consta de unos 10.000 efectivos de primera línea y 16.000 de segunda línea reclutados hasta los 50 años. El Mando de las Fuerzas de Seguridad está ligeramente armado y depende en gran medida de sus aliados turcos continentales, de los que extrae gran parte de su cuerpo de oficiales. Está dirigido por un general de brigada procedente del ejército turco. Actúa esencialmente como una gendarmería encargada de proteger la frontera del norte de Chipre de las incursiones grecochipriotas y de mantener la seguridad interna en el norte de Chipre.
Además, las Fuerzas Armadas de Turquía continental mantienen la llamada Fuerza de Paz Turca de Chipre, que consta de unos 30.000-40.000 efectivos procedentes del 9.º Cuerpo de Ejército turco y que comprende dos divisiones, la 28.ª y la 39.ª Está equipada con un número considerable de carros de combate M48 Patton de fabricación estadounidense y armas de artillería. La Fuerza Aérea Turca, la Marina Turca y la Guardia Costera Turca también están presentes en el norte de Chipre. Aunque formalmente forma parte del 4.º Ejército turco, con sede en Esmirna, la sensibilidad de la situación de Chipre hace que el comandante de la Fuerza Turca de Paz de Chipre también dependa directamente del Estado Mayor turco en Ankara. La Fuerza Turca de Paz de Chipre está desplegada principalmente a lo largo de la Línea Verde y en lugares donde podrían producirse desembarcos anfibios hostiles.
La presencia del ejército turco continental en Chipre es muy controvertida, ya que ha sido denunciada como fuerza de ocupación por la República de Chipre y gran parte de la comunidad internacional. Varias resoluciones del Consejo de Seguridad de las Naciones Unidas han pedido a las fuerzas turcas que se retiren pero estas solicitudes han sido rechazada por el gobierno de Chipre del Norte y Turquía.
Su orden de batalla es:
11.º Cuerpo de Ejército
- 28.º división de infantería (Asha)
- 39.º división de infantería (Morphou)

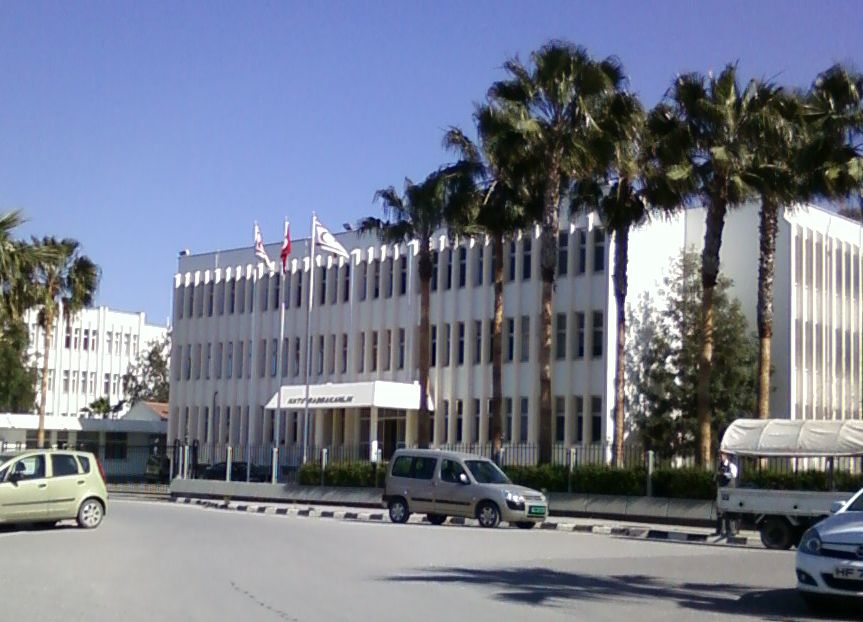
Edificio del gobierno de Chipre del Norte

- 14.º Brigada Blindada (Asha)
- Brigada Independiente mecanizada
- Regimiento de Artillería
- Regimiento de Fuerzas Especiales

### Derechos humanos
En enero de 2011, el Informe de la Oficina del Alto Comisionado de las Naciones Unidas para los Derechos humanos sobre la cuestión de los derechos humanos en Chipre señaló que la actual división de Chipre sigue afectando a los derechos humanos en toda la isla «... incluida la libertad de circulación, los derechos humanos relativos a la cuestión de las personas desaparecidas, la discriminación, el derecho a la vida, la libertad de religión y los derechos económicos, sociales y culturales».
Freedom House ha clasificado el nivel percibido de libertad democrática y política en el norte de Chipre como «libre» desde el año 2000 en su informe Freedom in the World. La clasificación de 2016 fue «libre» con las puntuaciones (1: más libre, 7: menos libre) derechos políticos: 2/7, libertades civiles: 2/7 y puntuación global: 79/100. La Clasificación Mundial de la Libertad de Prensa de Reporteros sin Fronteras situó a Chipre del Norte en el puesto 76 entre 180 países en 2015.
A las comunidades grecochipriota y maronita, que en 2014 eran 343 y 118 respectivamente, se les niega el derecho a votar en las elecciones presidenciales, parlamentarias y municipales o a presentarse a las mismas. Los maronitas sí eligen al líder de su pueblo, mientras que los grecochipriotas tienen dos líderes designados, uno por el gobierno turcochipriota y otro por la República de Chipre.
El Informe Mundial sobre la Felicidad 2016 de la Red de Soluciones para el Desarrollo Sostenible (SDSN) de las Naciones Unidas clasificó a Chipre del Norte en el puesto 62 entre 157 países. El Índice de Bienestar Gallup Healthways de 2014 clasificó a Chipre del Norte en el puesto 49 entre 145 países.
Chipre del Norte recibió 153 solicitudes de asilo durante 2011-14 según el Alto Comisionado de las Naciones Unidas para los Refugiados (ACNUR).

## Geografía

Topografía de Chipre.

La República Turca del Norte de Chipre tiene una población de alrededor de 230 000 habitantes y un área de 3355 km².
Chipre es la isla más oriental del Mediterráneo y la tercera en tamaño tras Sicilia y Cerdeña. El punto más próximo a Turquía es de 67 km, 102 km de Siria y 417 km de Egipto.
La República Turca del Norte de Chipre tiene unos 190 km de largo y unos 65 km de ancho, comprendiendo un 36 % de la isla.
Su geografía se caracteriza por una sucesión de cadena montañosa, llanura y playas. La cadena montañosa de Kyrenia (Beşparmak – cinco dedos) discurre en sentido este-oeste; tiene su pico máximo en el Monte İçova de 1023 m de altura; hacia el este de la isla, pierde altura y se extiende a lo largo de la península de Karpas.
Principales ciudades
Al sur de la cadena montañosa de Kyrenia se encuentra Nicosia (Lefkoşa) (población del sector controlado por la RTNC: 39 000 habitantes), capital de la República Turca del Norte de Chipre. A través de ella se sitúa la Línea Verde, que divide la ciudad en dos.
Otras ciudades mayores son Mağusa (30 000 habitantes), Girne (22 000 habitantes) y el centro citrícola de Güzelyurt (15 000 habitantes).

### Organización territorial

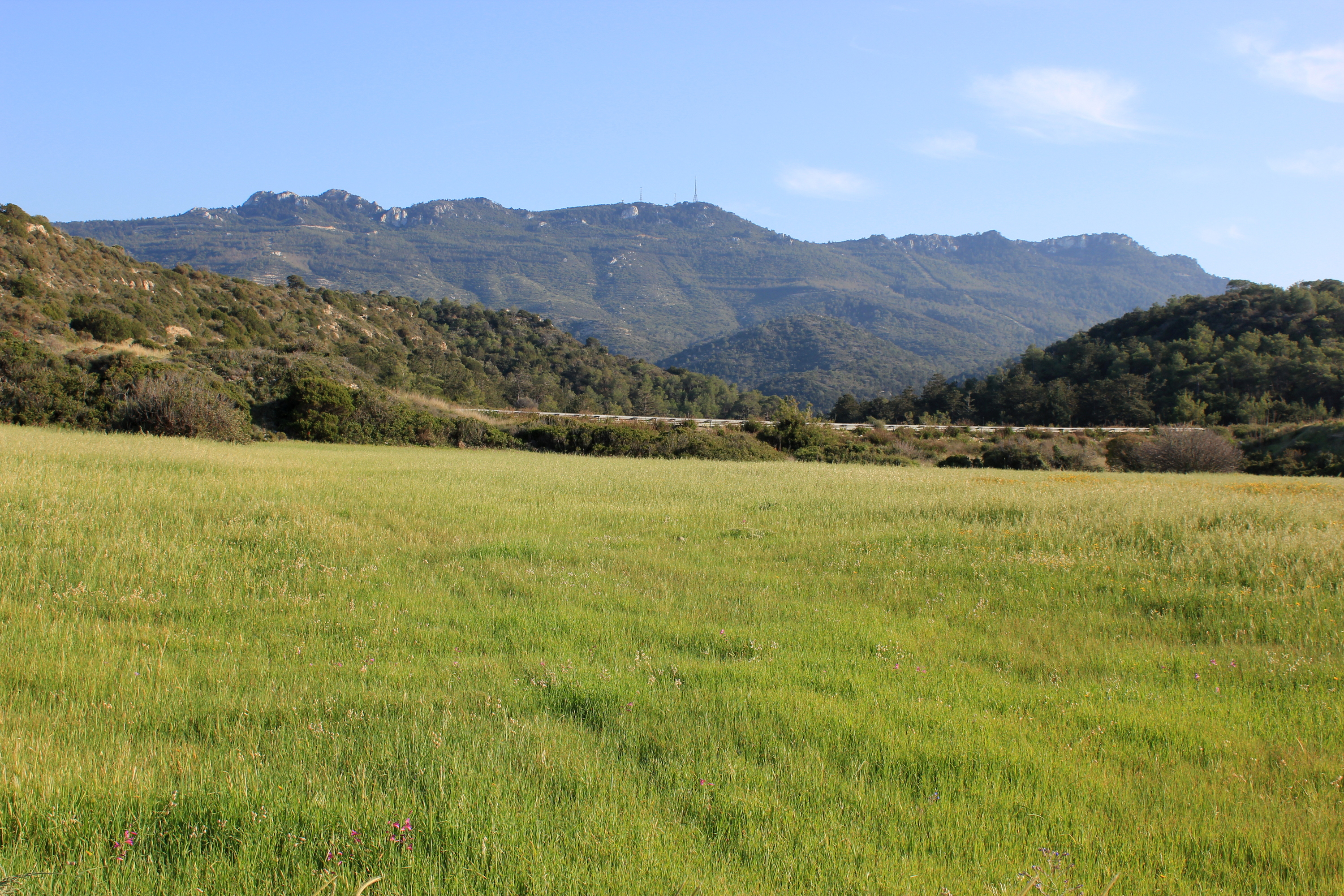
La cordillera de Kyrenia, Chipre del Norte

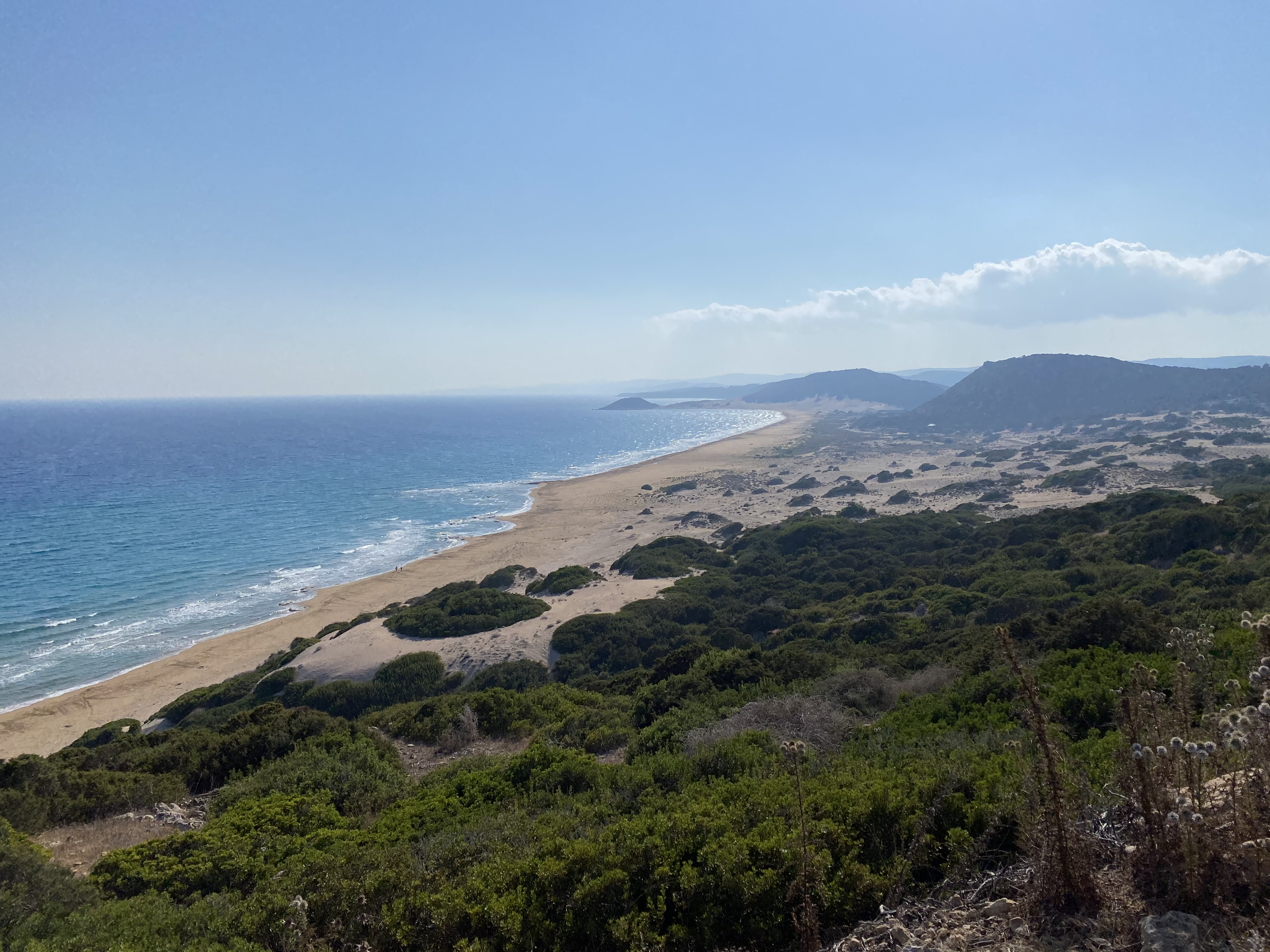
Una de las playas de Chipre del Norte

| República Turca del Norte de Chipre |
| ----------------------------------- |
|                                     |
| Distrito de Gazimağusa              |
| Distrito de Girne                   |
| Distrito de Güzelyurt               |
| Distrito de İskele                  |
| Distrito de Lefkoşa                 |

### Clima
El invierno en Chipre del Norte es fresco y lluvioso, sobre todo entre diciembre y febrero, con un 60% de las precipitaciones anuales. Estas lluvias producen torrentes invernales que llenan la mayoría de los ríos, que suelen secarse a medida que avanza el año. Se sabe que ha caído nieve en la cordillera de Kyrenia, pero rara vez en otros lugares a pesar de las bajas temperaturas nocturnas. 
La corta primavera se caracteriza por un tiempo inestable, fuertes tormentas ocasionales y el «meltem», o viento del oeste. El verano es lo suficientemente caluroso y seco como para que las tierras bajas de la isla se vuelvan marrones. Algunas partes de la isla sufren el «Poyraz», un viento del noroeste, o el siroco, un viento procedente de África, que es seco y polvoriento. Al verano le sigue un otoño corto y turbulento.
Las condiciones climáticas de la isla varían por factores geográficos. La llanura de Mesaoria, aislada de las brisas estivales y de gran parte de la humedad del mar, puede alcanzar picos de temperatura de 40 a 45 °C (104 a 113 °F). La humedad aumenta en la península de Karpaz. La humedad y la temperatura del agua, de 16 a 28 °C, se combinan para estabilizar el tiempo en la costa, que no experimenta extremos en el interior. La Cordillera del Sur bloquea las corrientes de aire que traen la lluvia y la humedad atmosférica desde el suroeste, disminuyendo ambas en su lado oriental.

### Biodiversidad

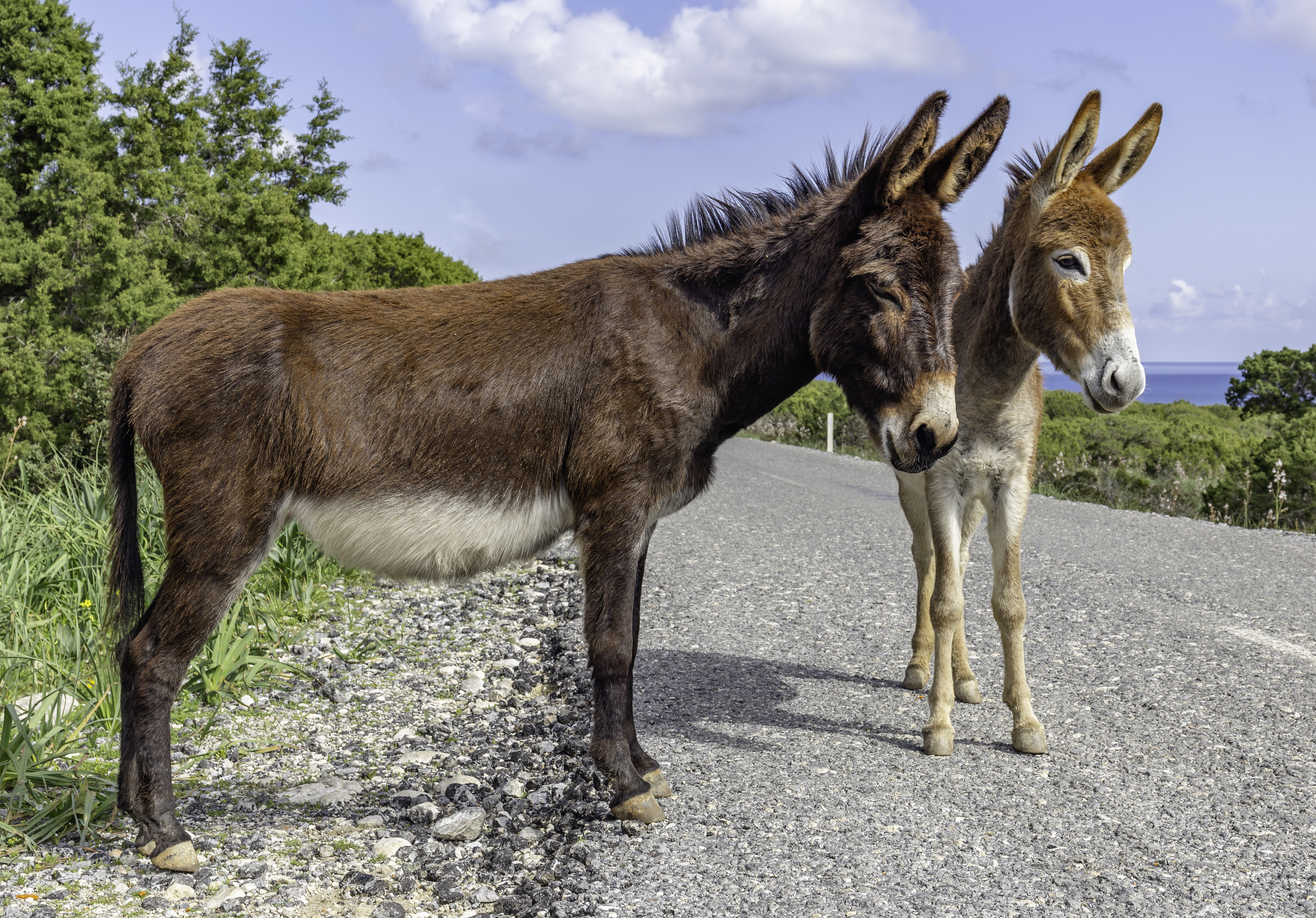
Burros silvestres en la península de Karpaz, Chipre del Norte

Chipre del Norte, es una parte relativamente virgen del punto caliente de biodiversidad de la cuenca mediterránea, presenta una considerable diversidad ecológica, con una gran variedad de hábitats terrestres. Su flora incluye unas 1900 especies de plantas, de las cuales 19 son endémicas de Chipre del Norte. [Incluso en las zonas urbanas hay una gran diversidad: un estudio realizado en las orillas del río Pedieos, en los alrededores de Nicosia, encontró más de 750 especies de plantas diferentes. Entre estas especies se encuentran 30 especies de orquídeas endémicas de Chipre. Una especie en peligro de extinción que es objeto de cuentos y mitos populares es el narciso de mar, que se encuentra en las playas de arena y está en peligro de extinción debido a la alteración de sus hábitats.
El tulipán medoş (Tulipa cypria) es una especie notable y endémica de Chipre del Norte; sólo se encuentra en los pueblos de Tepebaşı/Diorios y Avtepe/Ayios Simeon, y esto se celebra con un festival anual.
En el parque nacional de la península de Karpaz, alrededor del cabo de Apostolos Andreas, hay una población de unos 1000 burros chipriotas salvajes. Estos burros, bajo la protección del gobierno turcochipriota, son libres de deambular en manadas por un área de 300 kilómetros cuadrados (120 millas cuadradas). Los burros se han ganado una fuerte imagen para la península, que también alberga una rica fauna y bosques relativamente grandes. Las playas del norte de Chipre también incluyen lugares donde cientos de tortugas bobas y tortugas verdes desovan, que eclosionan al final del verano, seguidas por observadores.

## Economía

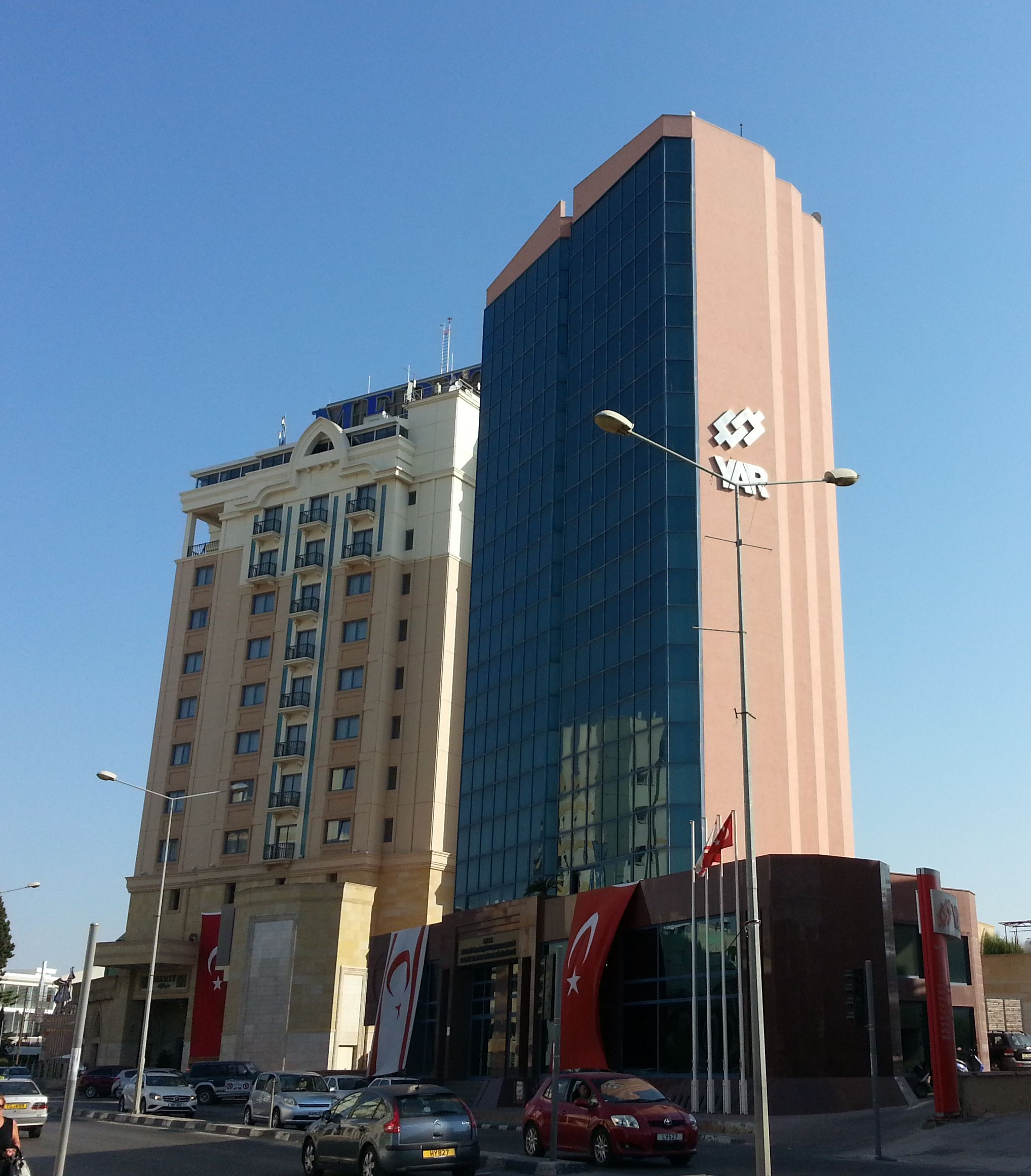
El hotel Merit y la sede de YAR, 2 de los edificios más altos del norte de Nicosia.

Durante el período entre 1963 y 1974, la economía turco-chipriota tenía grandes síntomas de subdesarrollo. Las principales razones de esta condición eran el bloqueo económico y que su base productiva era inadecuada.
En el periodo siguiente, con la ayuda de nuevas administraciones y de métodos más actualizados, esos problemas fueron superados por lo que se pasó a una economía más saludable y estable. Los planes se enfocaron a reactivar la industria manufacturera y el turismo. Estos esfuerzos han sido bastante satisfactorios por lo que después de un período de rápido crecimiento se pasó a uno de crecimiento más modesto y sustentable.
La economía de la República Turca del Norte de Chipre está dominada por el sector servicios, incluyendo al sector público, el sector comercial, el turismo y la educación; con un peso más pequeño de la agricultura y la manufactura liviana. Durante el período desde 1977 al 2003, el Producto Bruto Interno creció 37,5 % a precios constantes de 1977, alcanzando 10.177,1 millones de TL (1.283,7 millones de US$).
La agricultura es aún importante en su economía donde los principales productos son: cítricos, uvas, vino, patatas y otros vegetales. Los productos manufacturados, la construcción, la distribución y otros servicios son los que más empleo producen pero el turismo es la industria más creciente.
La economía opera sobre la base de un sistema de mercado aunque continúa con el problema del aislamiento de los turco-chipriotas, la falta de inversión pública y privada, los altos costos de flete y la baja disponibilidad de mano de obra calificada. A pesar de esas limitaciones, la economía exhibe un alto rendimiento en los últimos años con un crecimiento del 9,6 % en 2004 y del 11,4 % en 2003. El ingreso per cápita casi se duplicó en 2004 (7.350 US$) con respecto a 2002 (4.409 US$). Este crecimiento ha sido alentado por la relativa estabilidad de la Lira Turca, el empleo de unos 5000 turco-chipriotas en el sur de Chipre, donde los salarios son significativamente más altos, y el boom en los sectores de la educación y la construcción. En el 2003, el sector servicios representó casi 2/3 partes del PBI, la industria el 11,6 %, la agricultura 10,6 % y la construcción 10,1 %.

La disminución en las restricciones para viajar entre las dos partes de la isla en abril de 2003 permitió un gran movimiento de personas sin incidentes étnicos. En agosto de 2004, nuevas regulaciones de la Unión Europea (UE) permitieron que mercancías producidas en el norte de la isla sean vendidas en el sur satisfaciendo los requerimientos fito-sanitarios de esta asociación. En mayo de 2005, las autoridades turco-chipriotas adoptaron una nueva regulación a semejanza de la UE aceptando que ciertas mercancías del sur sean vendidas en el norte. A pesar de esos esfuerzos, el comercio entre ambos lados es muy limitado.

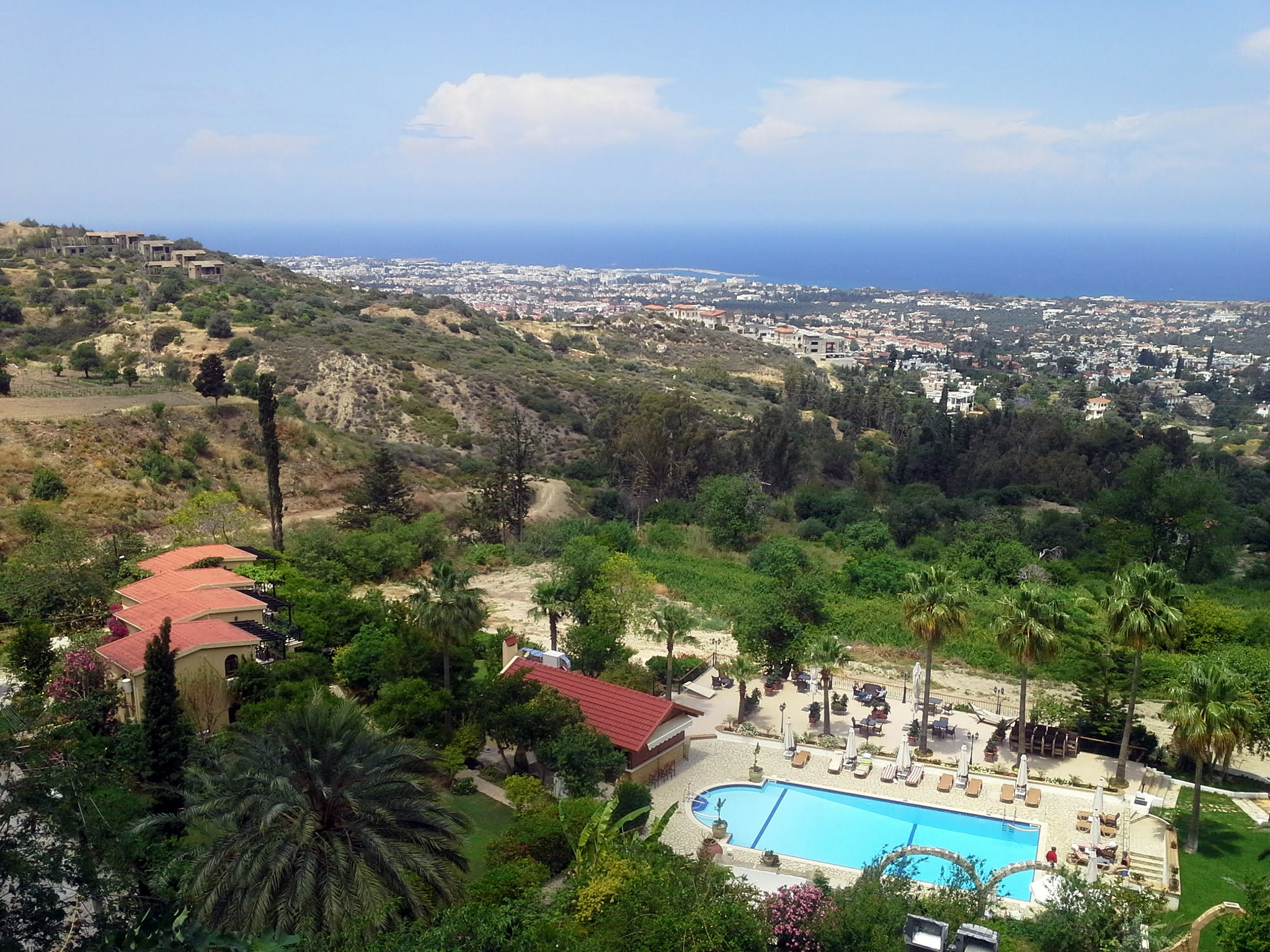
El turismo es una actividad económica importante en el Norte de Chipre

En cuanto al comercio exterior, Turquía sigue siendo el principal socio de la República Turca del Norte de Chipre, proveyendo el 60 % de las importaciones y recibiendo el 40 % de las exportaciones. Un caso importante fue la sentencia de la Corte de Justicia Europea del 5 de julio de 1994 en el cual no reconocía los certificados extendidos por las autoridades de la República. Esta redujo las exportaciones en 36,4 millones de US$ (o 66,7 % de total) en 1993 y en 13,8 millones de US$ en 2003 (o sea el 28 % del total). Aun así, la UE continúa siendo el segundo destino comercial con 25 % de las importaciones y 28 % de las exportaciones.
El total de las importaciones se incrementaron a 853,1 millones de US$ en 2004 (de 477,7 millones de US$ en 2003), mientras que el total de las exportaciones aumentaron en 61,5 millones de US$ (de 50,6 millones en 2003 de US$).
El norte de Chipre también busca la diversidad de mercados por lo que actualmente vende casi la mitad de sus exportaciones a Medio Oriente. La balanza comercial continúa deficitaria pero es compensada fundamentalmente por el turismo, ayuda extranjera, préstamos (principalmente de Turquía), ingreso de capitales e ingresos provenientes de los trabajadores en la parte greco-chipriota de la isla, las bases soberanas británicas y de Naciones Unidas.
La ayuda de Turquía es crucial para la economía. Bajo el último protocolo firmado por los dos países en el 2005, Turquía se comprometió a proveer préstamos y asistencia por 450 millones de US$ durante un período de tres años, para las finanzas públicas, turismo, sistema bancario y proyectos de privatización. El total del apoyo financiero turco desde 1974 estimado excede los 3000 millones de US$.

### Turismo

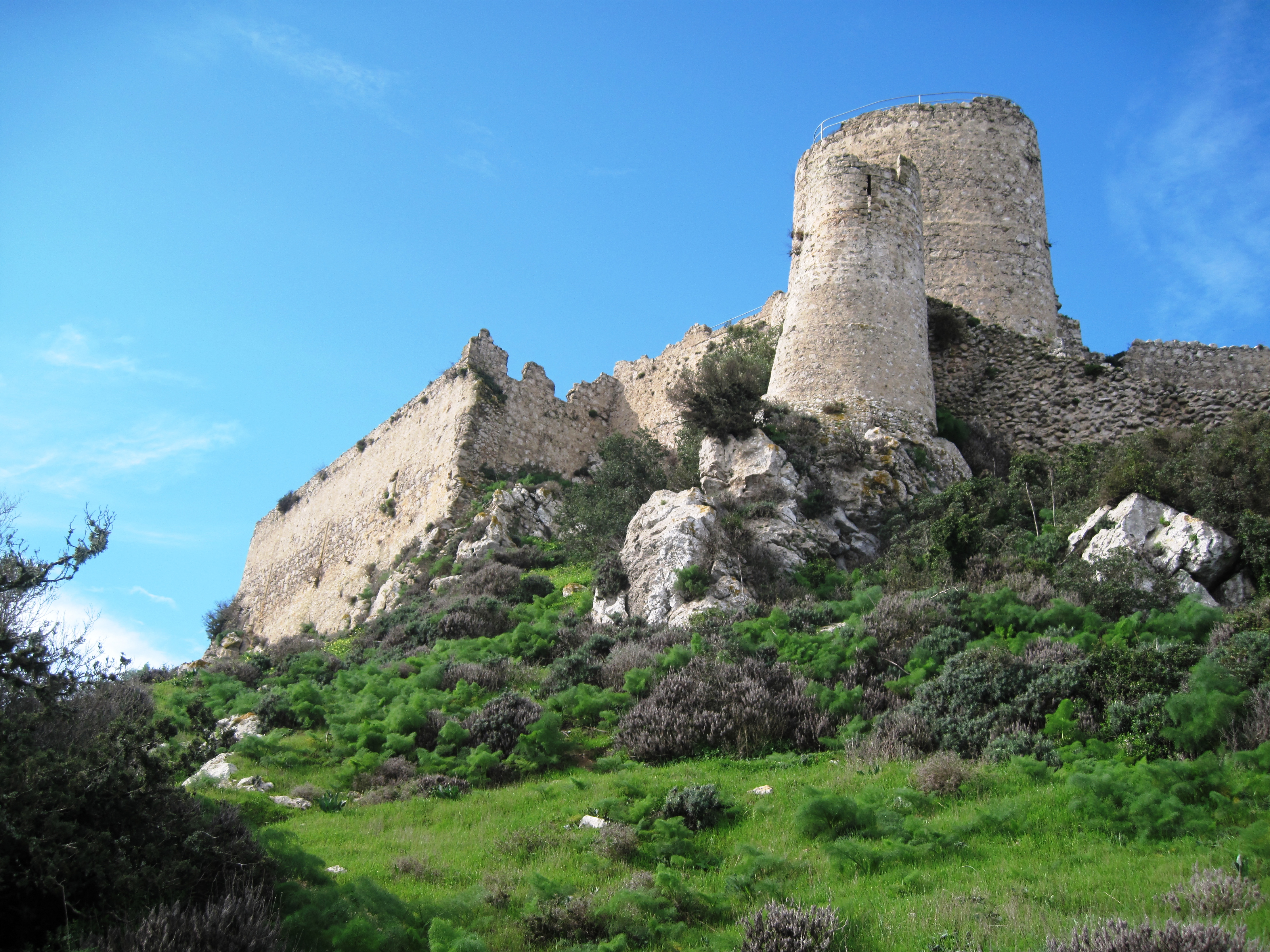
Ruinas del Castillo de Kantara en Chipre del Norte

El turismo se considera uno de los sectores impulsores de la economía turcochipriota. El país recibió más de 1,1 millones de turistas en 2012, año en el que los hoteles y restaurantes generaron unos ingresos de 328 millones de dólares y constituyeron el 8,5% del PIB. El alojamiento y la restauración crearon más de 10.000 puestos de trabajo ese mismo año. El sector turístico ha experimentado un gran desarrollo en las décadas de 2000 y 2010, con un número de turistas que se ha duplicado con creces, un aumento de la inversión y la construcción de hoteles; las estimaciones oficiales de los ingresos derivados del turismo se situaron en torno a los 700 millones de dólares estadounidenses en 2013 y la capacidad total de camas se estimó en unos 20.000.
Kyrenia se considera la capital del turismo en el norte de Chipre, con sus numerosos hoteles, instalaciones de entretenimiento, vibrante vida nocturna y zonas comerciales. En 2012, el 62,7% de los visitantes del norte de Chipre se alojaron en el distrito de Girne durante su visita. De los 145 hoteles del norte de Chipre, 99 estaban en el distrito de Girne en 2013.
El norte de Chipre ha sido tradicionalmente un atractivo para las vacaciones en la playa, en parte gracias a su reputación de zona virgen. Su clima suave, su rica historia y su naturaleza se consideran fuentes de atracción. En el norte de Chipre se ha desarrollado un importante sector de ecoturismo, ya que los turistas lo visitan para observar aves, montar en bicicleta, pasear y observar flores en la naturaleza. La península alberga varios tipos de turismo: alberga la zona turística de Bafra como centro para los amantes de la playa, donde se construyeron cuatro lujosos y grandes hoteles hasta 2014, varias instalaciones y festivales regulares que resaltan sus cualidades rurales y exhiben las tradiciones locales, un remoto parque natural, el castillo de Kantara que atrae a los turistas, y un puerto deportivo que se construyó para acoger yates y barcos internacionales, junto con grandes instalaciones.

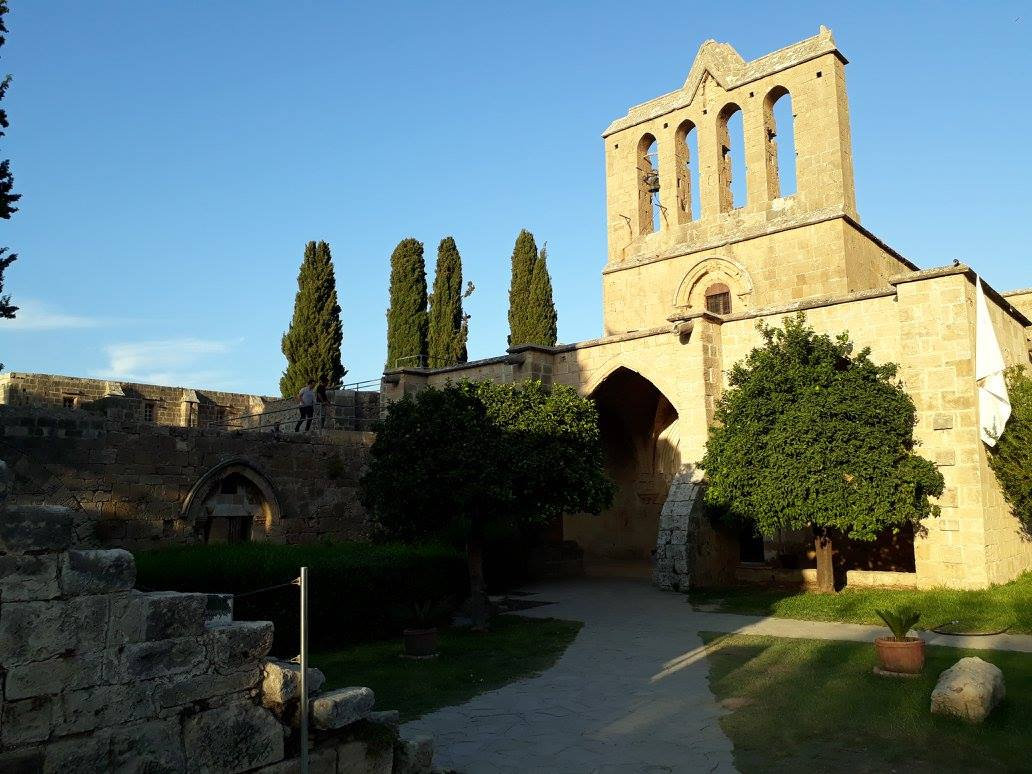
Ruinas de la Abadía de Bellapais construido durante las cruzadas

El turismo de casinos también ha crecido hasta convertirse en una importante contribución a la economía del norte de Chipre. Se abrieron por primera vez en la década de 1990, y desde entonces se han hecho muy populares entre los visitantes de Turquía y el resto de la isla, donde los casinos están prohibidos. Esto ha dado lugar a enormes inversiones en el sector de los casinos. Sin embargo, el sector ha sido criticado debido a las afirmaciones sobre su falta de beneficios para los pequeños y medianos empresarios y propietarios de tiendas.

## Demografía
La lengua materna de la población del norte de Chipre es el turco (turcochipriotas y turcos provenientes de Anatolia) con pequeñas poblaciones de chipriotas griegos y libaneses.
La República Turca del Norte de Chipre incluye la parte norte de la ciudad de Nicosia (turco: Lefkoşa, griego: Lefkosia), la cual sirve como su capital. 
Excepto por algunos maronitas, en el área de Kormakiti (Koruçam), al extremo oeste de las alturas de Kyrenia, y de varios cientos de greco-chipriotas en la península de Karpas, los habitantes de la República Turca del Norte de Chipre son turco–chipriotas, descendientes de los turcos que se instalaron en la isla después de la conquista del Imperio otomano de 1571. Con esta conquista, la composición étnica y cultural de la isla cambió drásticamente.
Aunque la isla había sido gobernada por los venecianos, la población era mayormente greco-hablante. El dominio turco trajo consigo la emigración de súbditos del Imperio de distinto lenguaje y distintas creencias y tradiciones a la isla. Según un decreto del sultán Selim II, unas 5.720 familias dejaron las regiones de Anatolia de Karaman, Içel, Yozgat, Alanya, Antalya y Aydın y emigraron a Chipre. Estos eran, mayormente, granjeros, pero también había ganaderos, zapateros, sastres, tejedores, cocineros, albañiles, joyeros y mineros. Asimismo, unos 12.000 soldados, 4000 hombres de caballería y 20.000 antiguos soldados, junto a sus familias, permanecieron en la isla.
El Imperio otomano permitió a las comunidades no-musulmanas (o millets, de la palabra arábiga por religión, millah) un grado de autonomía si ellas pagaban sus impuestos y obedecían a las autoridades. El sistema millet permitió a los greco-chipriotas permanecer en sus villas y mantener sus tradiciones. Los inmigrantes turcos a menudo se ubicaron en nuevos asentamientos pero muchos se juntaron con los de la comunidad griega. Durante cuatro siglos, las dos comunidades cohabitaron en la isla. A pesar de su proximidad, cada comunidad mantuvo sus costumbres sin establecer lazos profundos entre ellos. Es ejemplo de ello que cada comunidad consideraba un tabú los matrimonios interétnicos aunque en ocasiones se produjeron. De hecho, las relaciones fueron normalmente cordiales habiendo pocas posibilidades de intimidad entre ambos.
Según documentos de los registros gubernamentales del Imperio otomano, aproximadamente entre 40.000 y 60.000 súbditos turcos vivían en Chipre a finales del siglo XVI. En el primer censo británico de (1881), los greco-chipriotas eran unos 140.000 y los turco–chipriotas 42.638. Muchos de los habitantes de esta última comunidad emigraron cuando la isla pasó a manos británicas en 1878.

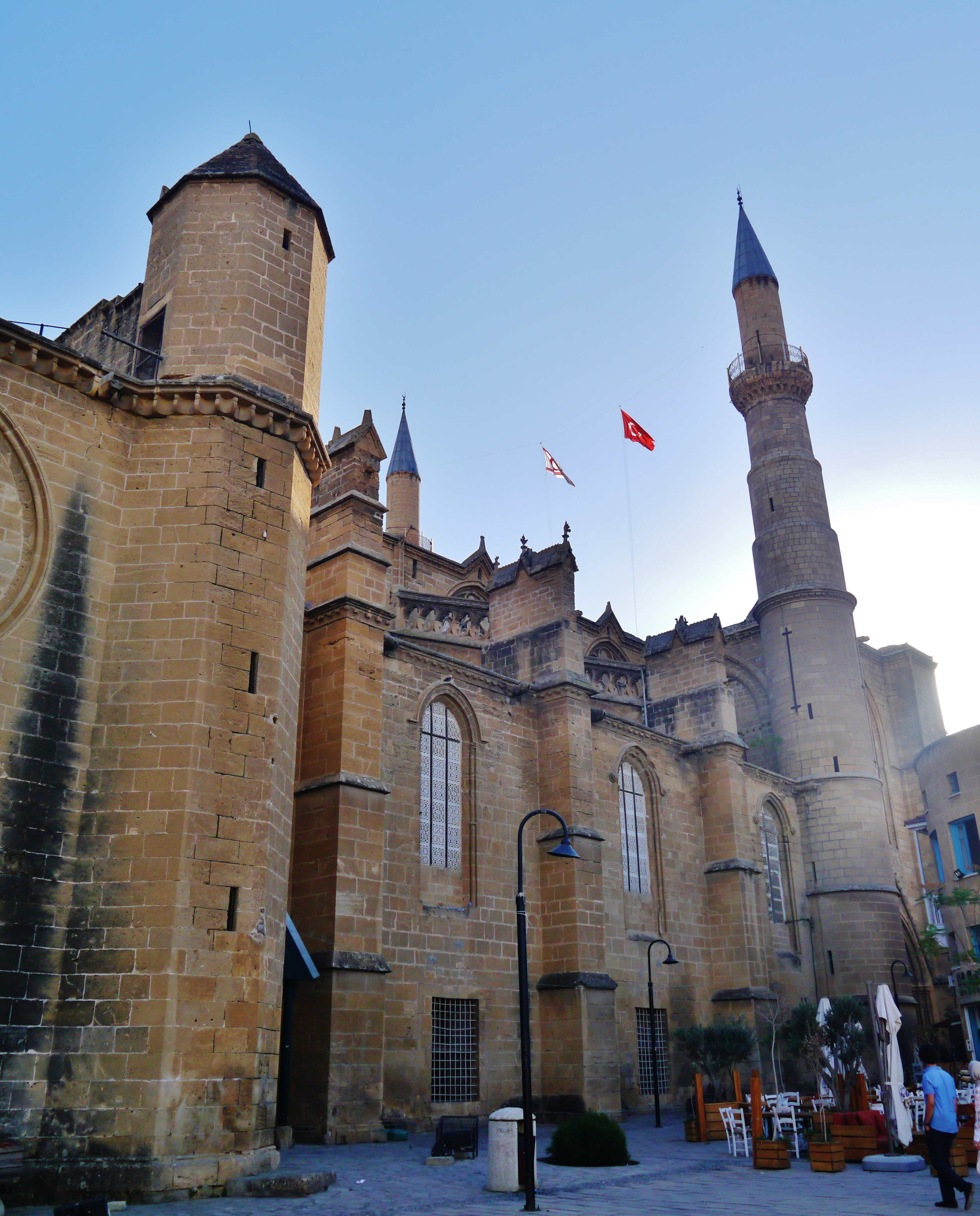
Mezquita Selimiye (antigua catedral de Santa Sofía)

Hubo un importante éxodo entre 1959 y 1974 hacia Gran Bretaña y Australia. La razón de lo ocurrido entre 1950/60 se debió a la política liberal adoptada por los británicos cuando la isla obtuvo su independencia. En el período posterior, se incrementó y se debió a la lucha intercomunal. En 1972, la población turcochipriota pasó a ser de 78.000.
Tras los sucesos de 1974, se inició un retorno de turco-chipriotas a la isla. Además, unos 20000 trabajadores turcos también arribaron al sector. Muchos de ellos se establecieron permanentemente y obtuvieron la ciudadanía. Debido a esta situación, la población de la República Turca del Norte de Chipre alcanzó a 167.256 en 1988.

### Religión
Asimismo, en el aspecto religioso, el 99 % de la población profesa la fe musulmana, y el 1 % restante se reparte en pequeñas comunidades cristianas; principalmente ortodoxas, pero también con presencia de protestantes y católicos. La mayoría de los turcochipriotas (99%) son suníes. El norte de Chipre es un Estado oficialmente laico. El alcohol se consume con frecuencia en su territorio y la mayoría de las mujeres turcochipriotas no se cubren la cabeza; sin embargo, los pañuelos de cabeza siguen llevándose en ocasiones por las figuras públicas como símbolo de la cultura turca de los habitantes, o simplemente como una forma conservadora de vestir. Los varones turcochipriotas suelen ser circuncidados de acuerdo con sus creencias religiosas.

### Educación
El sistema educativo de la República Turca del Norte de Chipre se divide en cinco partes:
- Educación preescolar: es dada a través de los jardines escolares a los niños entre 4 y 6 años.

- Educación Primaria: es provista en dos etapas. La escuela elemental para niños entre 7 y 12 años la cual dura cinco años y es obligatoria. La segunda etapa dura tres años y también es obligatoria.Universidad Americana de Girne en Kyrenia

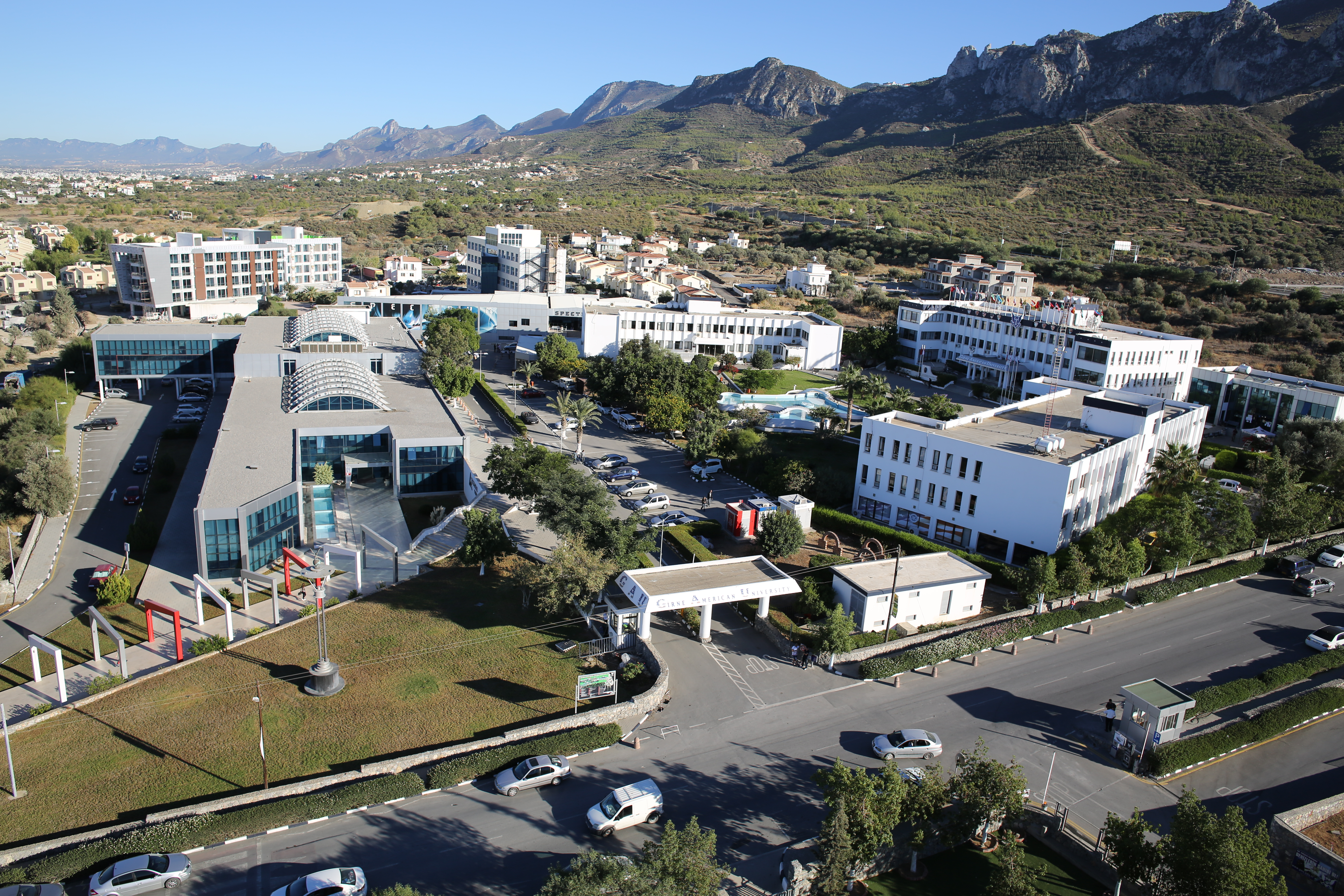
Universidad Americana de Girne en Kyrenia

- Educación Secundaria: estructurada para jóvenes entre 16 y 18 años, tiene un programa de tres años. Es dada por los colegios conocidos como liceos y colegios vocacionales. Las escuelas técnicas y vocacionales están comprendidas por los liceos comerciales, educación técnica, escuela vocacional agrícola, escuela de enfermería y escuela de turismo y gastronomía.

- Educación Superior: es dada por las siguientes instituciones:

Universidad Internacional de Chipre.
Universidad del Este del Mediterráneo.
Universidad Europea del Lefke
Universidad Americana de Girne
Universidad del Cercano Oriente
Academia de instrucción de Maestros de Nicosia Atatürk
Universidad Técnica de Medio Oriente. Campus del Norte de Chipre.

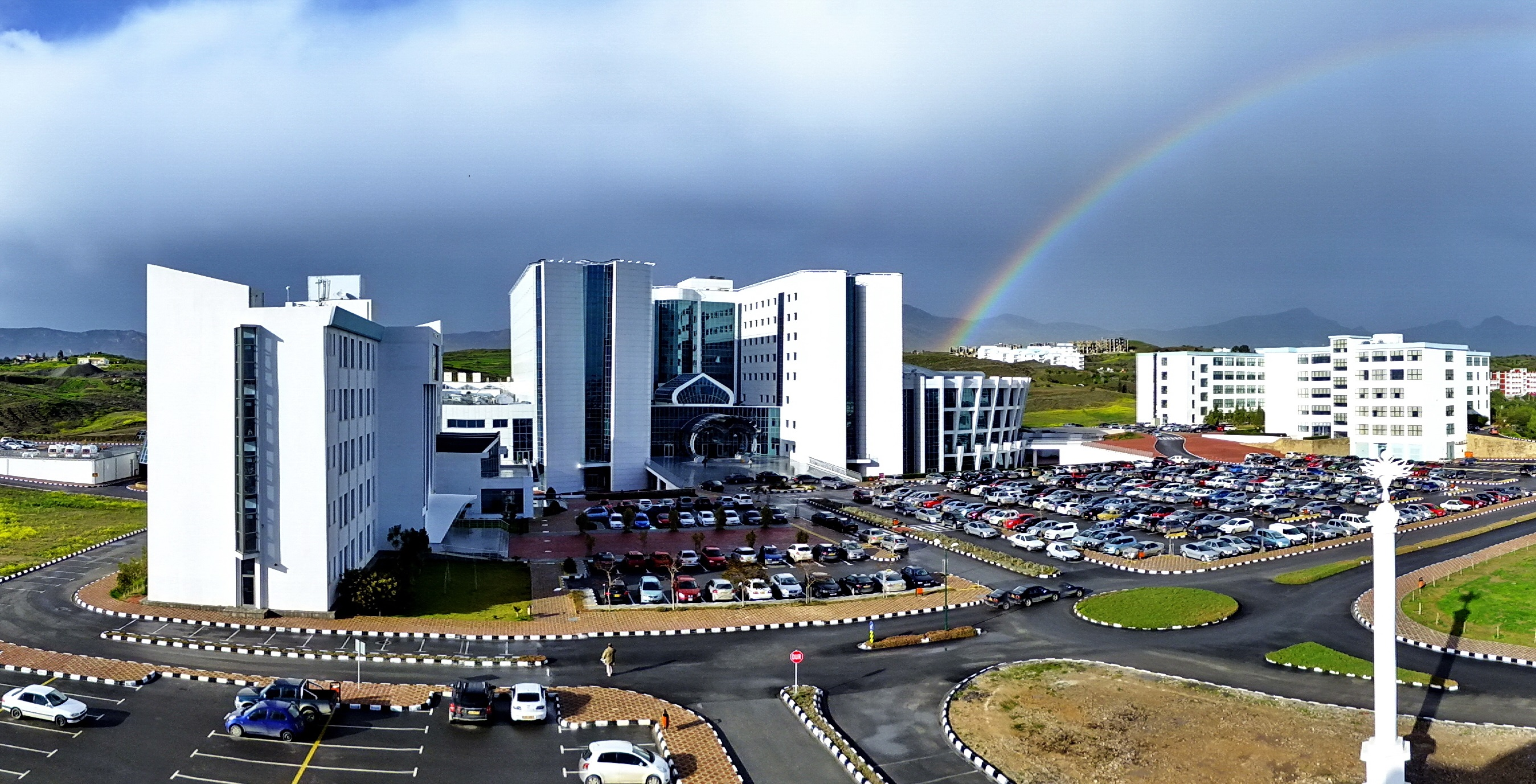
Hospital de la Universidad del Cercano Oriente en Chipre del Norte

- Hospital de la Universidad del Cercano Oriente en Chipre del NorteEducación Informal: a cargo de la enseñanza a aquellos no aptos para la educación formal.

#### Educación Superior
Por otra parte, el número de estudiantes extranjeros que solicitan plaza en las universidades de la República Turca del Norte de Chipre aumenta continuamente.
Entre los estudiantes extranjeros que estudian en la República Turca del Norte de Chipre, la mayoría de los 55.903 estudiantes provienen de Turquía, mientras que 31.483 estudiantes provienen de terceros países. La mayoría de las universidades ofrecen oportunidades de posgrado, como programas de máster y doctorado.
En la República Turca del Norte de Chipre, la Academia de Profesores Atatürk, la Universidad Akdeniz Karpaz, la Universidad estadounidense de Chipre, la Universidad Técnica de Estambul del Norte de Chipre, la Universidad Internacional Final, la Universidad de Ciencias Sociales de Chipre, la Universidad Bahçeşehir de Chipre, la Universidad Ada Kent, la Universidad del Cercano Oriente, la Universidad estadounidense de Girne, la Universidad Técnica de Oriente Medio del Campus del Norte de Chipre, la Universidad Europea de Lefke, la Universidad Internacional de Chipre, la Universidad del Mediterráneo Oriental, la Universidad de Ciencia y Tecnología de Chipre, la Universidad de Kyrenia, la Universidad de Salud de Chipre y la Universidad de Ciencias Sociales cuentan con un total de 101.026 estudiantes en el curso 2017-2018.
La equivalencia de las 17 universidades existentes ha sido aprobada por el Consejo de Educación superior de Turquía. La UEM y la UEN, son miembros de pleno derecho de la Asociación Europea de Universidades (EUA). Además, muchas universidades de la TRNC cuentan con numerosas afiliaciones y acreditaciones internacionales, especialmente la Asociación Internacional de Universidades (IAU) y la Federación de Universidades del Mundo islámico (FUIW). La Girne American University abrió un campus en Canterbury, en el Reino Unido, en 2009, y la equivalencia de este campus fue reconocida por el Consejo de Acreditación británico en 2010. La Universidad estadounidense de Kyrenia también tiene campus en Estados Unidos, Moldavia, Turquía, Hong Kong (China) y Sri Lanka

### Ciudadanía e Inmigración

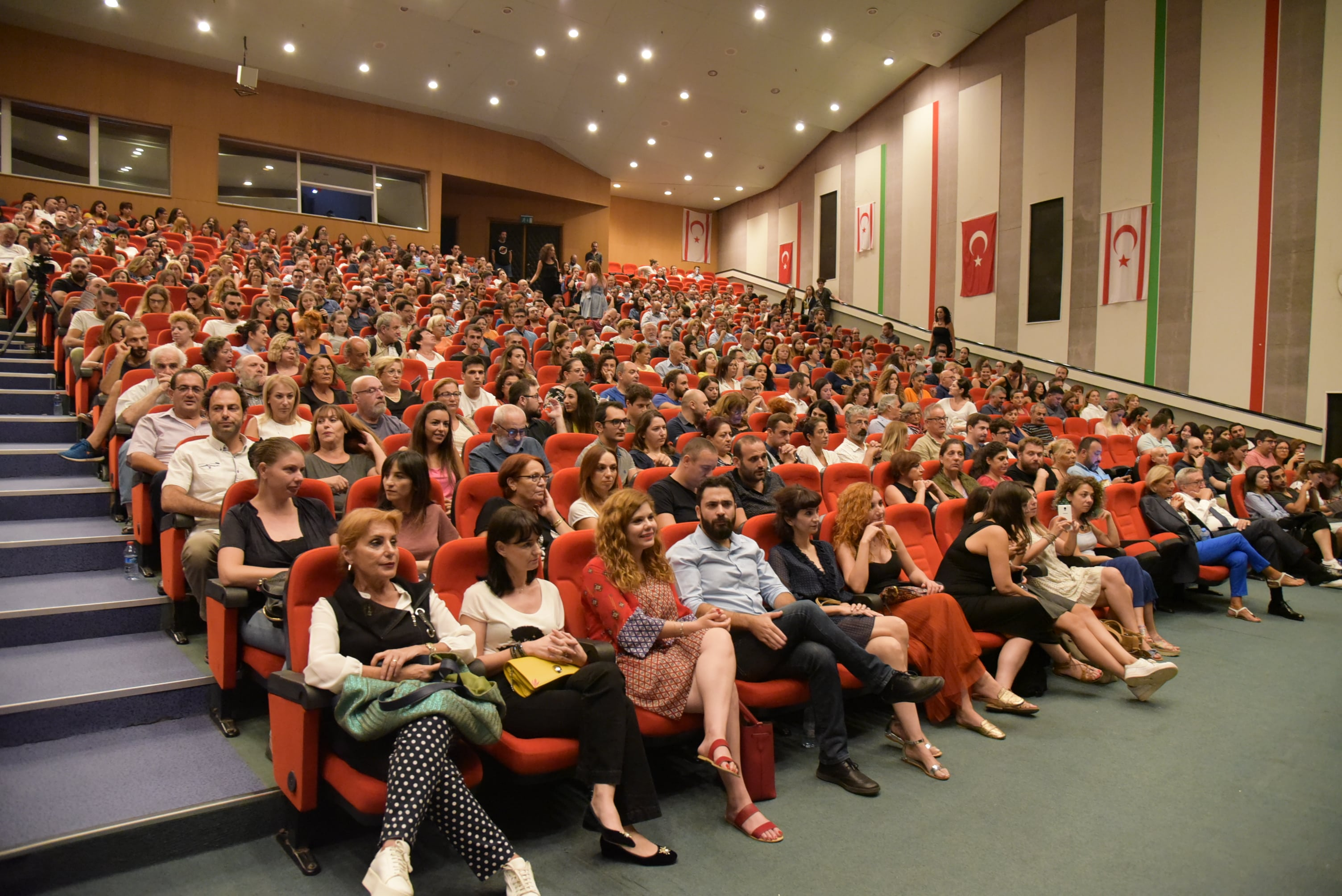
Turcochipriotas en Nicosia

La ley de nacionalidad de Chipre del Norte regula la adquisición, transmisión y pérdida de la ciudadanía de Chipre del Norte. Los ciudadanos naturalizados de Chipre del Norte son personas a las que el Gobierno de facto de Chipre del Norte, que sólo es reconocido por Turquía, les ha concedido la ciudadanía.
La política del Estado de facto de Chipre del Norte ha sido fomentar la inmigración no griega en el país, tal y como se decidió poco después de la Declaración de Independencia de la República Turca de Chipre del Norte para aumentar su número en relación con la población de los grecochipriotas en la República de Chipre. La mayoría de los inmigrantes proceden de la región turca de Anatolia, pero otros pocos del Reino Unido vienen a vivir al norte de Chipre para aprovechar la venta de propiedades. Sin embargo, no se permite ninguna inmigración que amenace la situación demográfica de la mayoría étnica turca.
Se calcula que los llamados «colonos turcos» del norte de Chipre y sus hijos constituyen actualmente alrededor del 50% de la población del Estado de facto, pero se desconoce el número de naturalizaciones.
El Gobierno de la República de Chipre considera la política de inmigración del norte de Chipre como un medio para alterar la demografía de la isla y como un «robo» de las propiedades de los grecochipriotas. Por ello, considera oficialmente a los ciudadanos naturalizados del norte de Chipre como «colonos ilegales», que serían objeto de deportación en caso de reunificación chipriota. La política de la República de Chipre es denegar la entrada a los ciudadanos naturalizados del norte de Chipre a través de los puestos de control de la Línea Verde, ya que han entrado en Chipre a través de lo que se considera un puerto de entrada ilegal. La denegación de entrada a la República se aplica principalmente a los colonos turcos, ya que a los ciudadanos turcos de Turquía se les permite entrar en la República de Chipre, sólo a través de los puertos de entrada legales.
La República de Chipre ha declarado que cualquier puerto marítimo o aeropuerto del norte de Chipre es un puerto de entrada ilegal; sin embargo, en la práctica, el aeropuerto de Ercan se utiliza como el principal aeropuerto civil del norte de Chipre, y lo mismo ocurre con los puertos de Famagusta y Kyrenia.

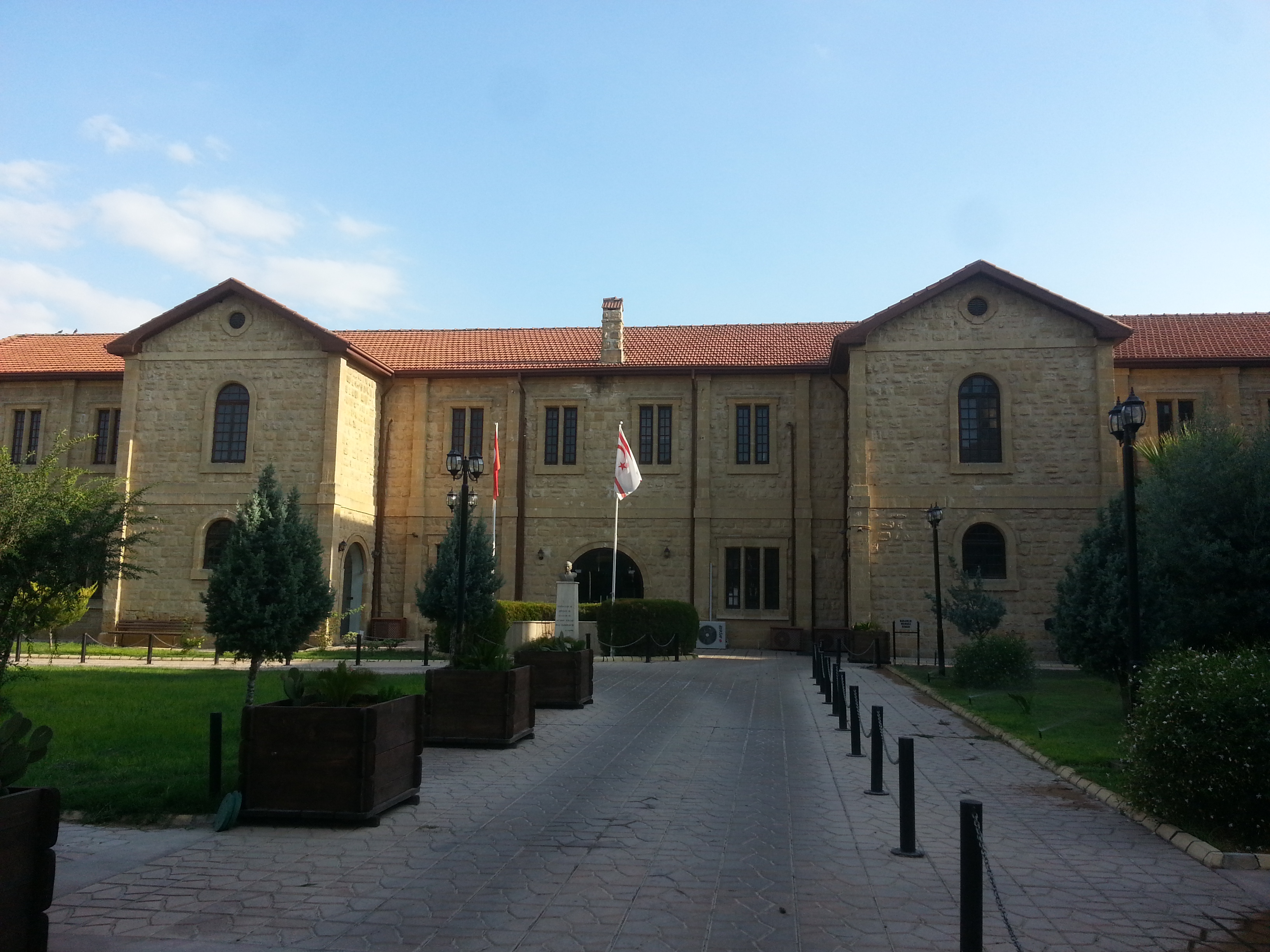
La Bandera turca ondeando al lado de la Bandera turcochipriota en el Ministerio de Turismo de Chipre del Norte

Además, el gobierno de la República de Chipre considera que la política de inmigración de Chipre del Norte viola el artículo 49 del Cuarto Convenio de Ginebra de 1949 («relativo a la protección de personas civiles en tiempo de guerra»), que prohíbe el traslado por parte de una potencia ocupante de su propia población civil al territorio que está ocupando. Asimismo, en las Resoluciones 33/15 (1978), 24/30 (1979) y 37/253 (1983), la Asamblea General de las Naciones Unidas deploró «todas las acciones unilaterales que modifiquen la estructura demográfica de Chipre».
Como el pasaporte de Chipre del Norte no es reconocido por la mayoría de los gobiernos nacionales (al igual que la propia república), los ciudadanos nacionalizados tienen que recurrir a pasaportes de otras naciones para viajar al extranjero. Australia, Pakistán, Tanzania, Turquía, Estados Unidos y el Reino Unido aceptan el pasaporte de Chipre del Norte. Muchos turcochipriotas nacidos en Chipre con padres que pueden rastrear su residencia legal y chipriota antes de la partición solicitaron y recibieron un pasaporte chipriota de la reconocida República de Chipre. Dicho esto, algunas personas, especialmente niños, han tenido dificultades para acceder a la ciudadanía de la República de Chipre. En 2021, los funcionarios turcochipriotas fueron despojados de sus pasaportes de la República de Chipre. Además, cualquier ciudadano del norte de Chipre tiene derecho a la ciudadanía de Turquía y a recibir un pasaporte turco.

En 2005, tras el aumento de la delincuencia y el desempleo, se endureció la política de inmigración, hasta entonces sin restricciones, para los inmigrantes turcos. A raíz de esta nueva política, se ha deportado a varios emigrantes turcos y se han modificado los procedimientos de inmigración para que el norte de Chipre pueda examinar mejor a los solicitantes de inmigración. La propia Turquía considera el cambio de política como una reacción de mano dura, lo que ha provocado el primer gran ámbito de desacuerdo entre Chipre del Norte y Turquía.

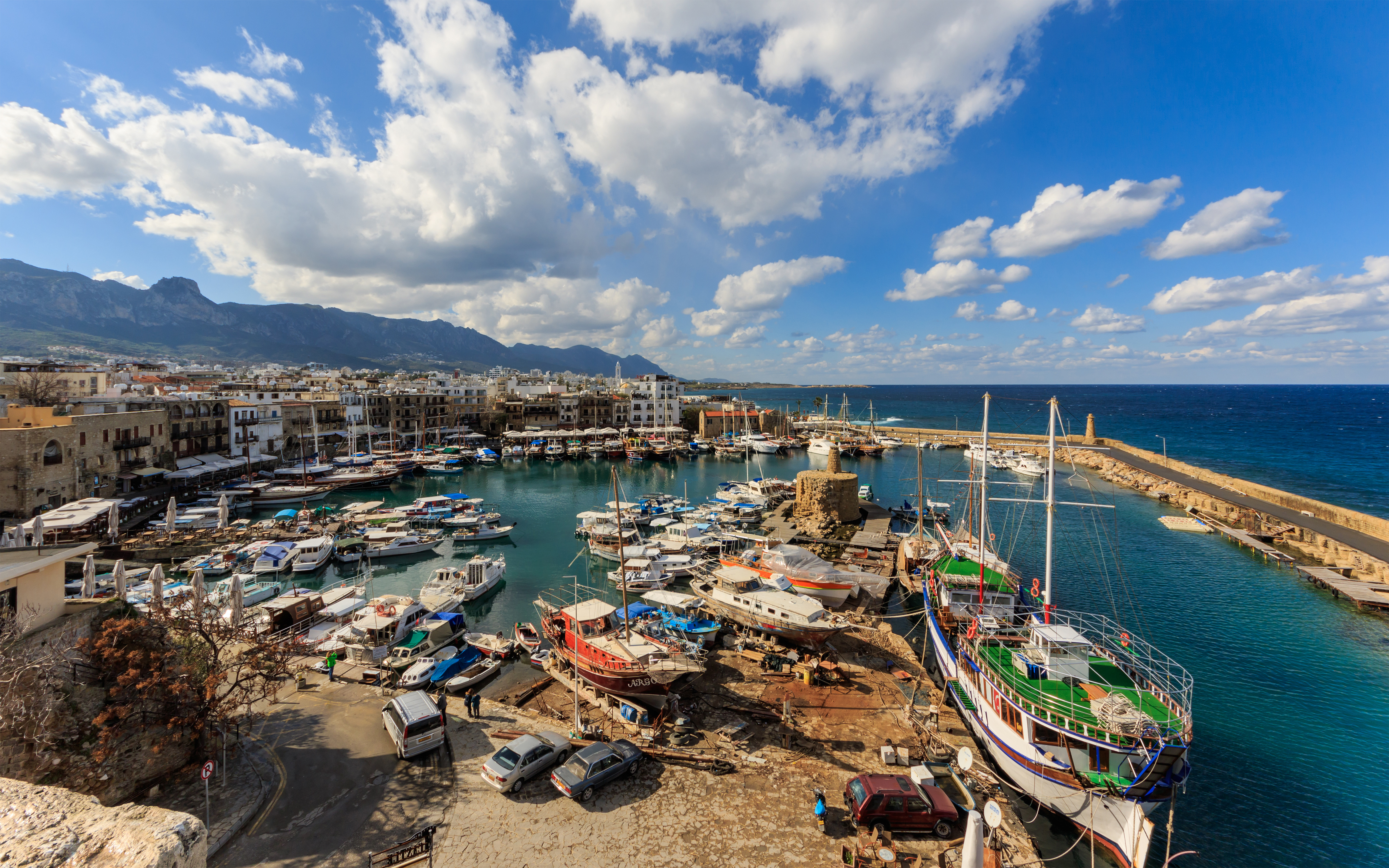
Antiguo puerto de Kyrenia

## Infraestructura
La participación de la industria del transporte y las comunicaciones en el PIB de Chipre del Norte varía constantemente; disminuyó del 12,1% en 2008 al 8,5% en 2011, pero volvió a aumentar hasta el 9,3% en 2012.
El transporte aéreo es una de las principales vías de entrada a Chipre del Norte. El país cuenta con dos aeropuertos, el Aeropuerto Internacional de Ercan y el aeropuerto de Geçitkale, de los cuales solo Ercan está en funcionamiento en la actualidad. El aeropuerto de Ercan experimentó una importante renovación en la década de 2010 que aumentó en gran medida su tráfico de pasajeros, fue utilizado por 1,76 millones de pasajeros solo en los primeros siete meses de 2014.
Los vuelos sin escalas solo están disponibles desde múltiples puntos de Turquía a través de una serie de compañías aéreas turcas. Los vuelos directos regulares y chárter tienen lugar desde otros países, pero con escalas obligatorias en Turquía. En 2013 se programaron 600 vuelos chárter. Entre los destinos programados se encuentran ciudades como Londres y Mánchester, mientras que entre los destinos de los vuelos chárter se encuentran ciudades como Berlín y Liubliana.

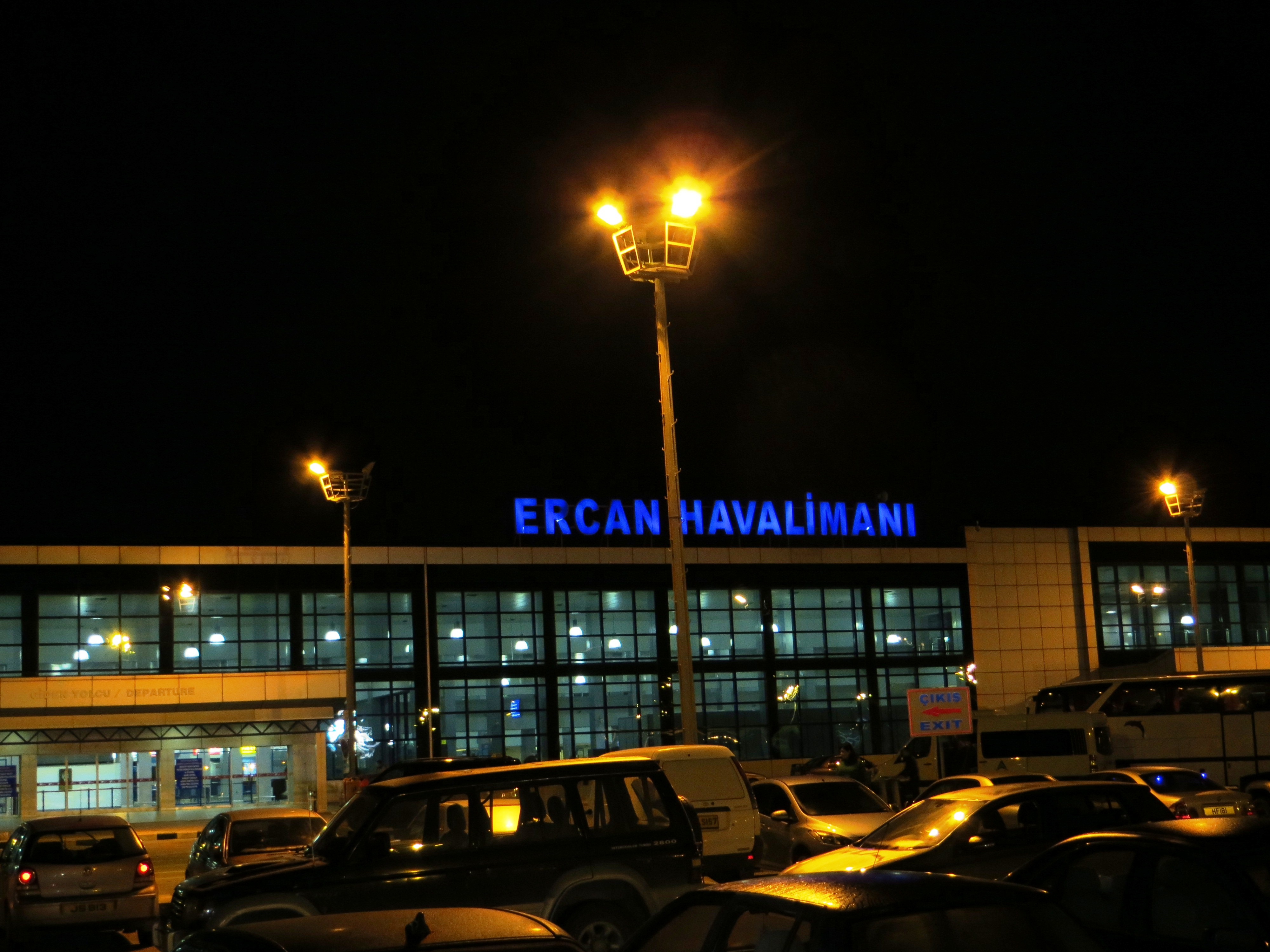
Aeropuerto Internacional de Ercan

Los vuelos directos al norte de Chipre y el tráfico comercial a través de los puertos del norte de Chipre están restringidos como parte del embargo a los puertos del norte de Chipre. Los aeropuertos de Geçitkale y Ercan sólo están reconocidos como puertos legales de entrada por Turquía y Azerbaiyán. Los vuelos chárter directos entre Polonia y el norte de Chipre comenzaron el 20 de junio de 2011.
Los puertos marítimos de Famagusta y Kyrenia han sido declarados cerrados a todo tipo de navegación por la República de Chipre desde 1974. Por acuerdo entre Chipre del Norte y Siria, había un recorrido de barcos entre Famagusta y Latakia (Siria) antes del estallido de la guerra civil siria. Desde la apertura de la Línea Verde, los residentes turcochipriotas pueden comerciar a través de los puertos reconocidos por la República de Chipre.
A falta de un sistema ferroviario, las carreteras del país se utilizan para el transporte entre las principales ciudades. En el siglo XXI, estas autopistas se convirtieron en autovías, y algunas carreteras de la zona de Karpass aún se estaban mejorando en 2015. El norte de Chipre cuenta con unos 7000 kilómetros de carreteras, de los cuales dos tercios están pavimentadas. Entre las construcciones recientes se encuentra la autopista de la costa norte, que fue aclamada como un importante incentivo para el desarrollo económico.

## Cultura

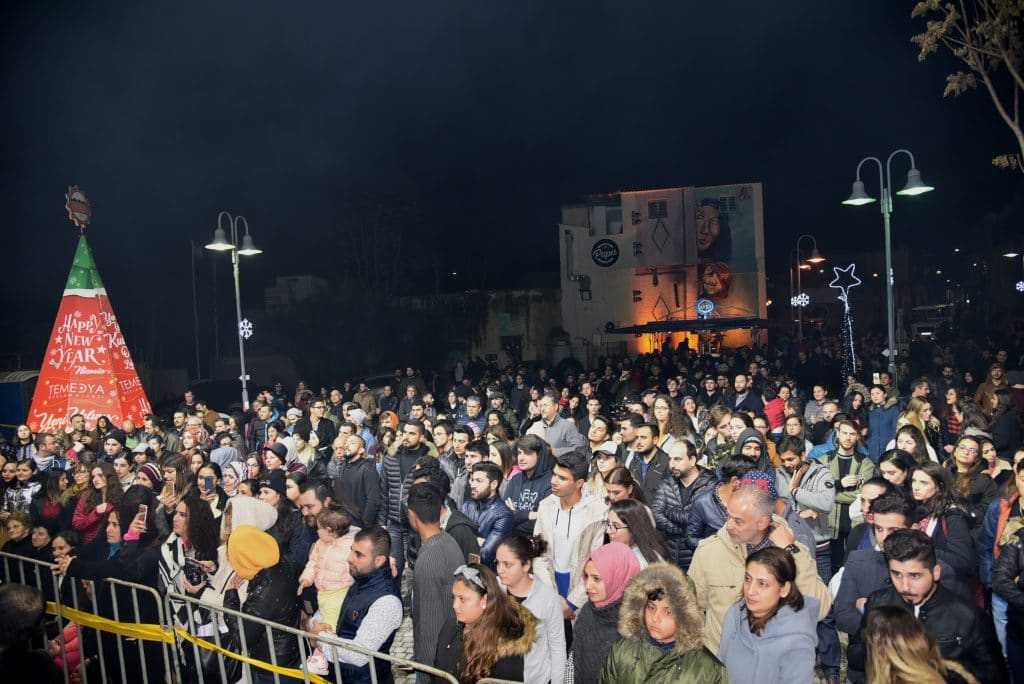
Un concierto de año nuevo en la parte turcochipriota de Nicosia en 2018

### Música y danza
La música folclórica turcochipriota consiste en una rica variedad de melodías locales, con una influencia limitada de la música turca del continente. Históricamente, se formó en torno a la tradición de las bodas, las principales reuniones sociales de la época.
El violín, el tambor de copa, conocido localmente como «darbuka», la zurna y otros tambores se utilizaban mucho en estas reuniones, y se desarrolló un gran número de canciones tradicionales basadas en este legado. La cultura turcochipriota también incorpora una gran diversidad de danzas folclóricas con diversas influencias, incluidas diferentes versiones de karsilamas, çiftetelli y zeybek.
La Orquesta Sinfónica del Estado de Chipre Septentrional ha estado activa desde 1975. La Abadía de Bellapais, en Kyrenia, es sede de festivales internacionales de música clásica y está considerada como una importante plataforma de la música clásica. El norte de Nicosia tiene su propia Orquesta Municipal de Nicosia que actúa en espacios abiertos, como parques y plazas, y también es la sede del Festival de Jazz de la Ciudad Amurallada, que se celebra anualmente. Rüya Taner es una pianista turco-chipriota que ha logrado una gran aceptación internacional.
Las ciudades y pueblos turcochipriotas organizan regularmente festivales que incluyen actuaciones de cantantes y grupos locales e internacionales. Algunos cantantes turcochipriotas, como Ziynet Sali y Işın Karaca, han alcanzado la fama en Turquía. La banda turcochipriota Sıla 4 produjo música que se considera esencial para la identidad turcochipriota, y también adquirió fama en Turquía. El rock y la música pop son populares entre el público del norte de Chipre; entre los cantantes y bandas más importantes se encuentran SOS y Fikri Karayel.

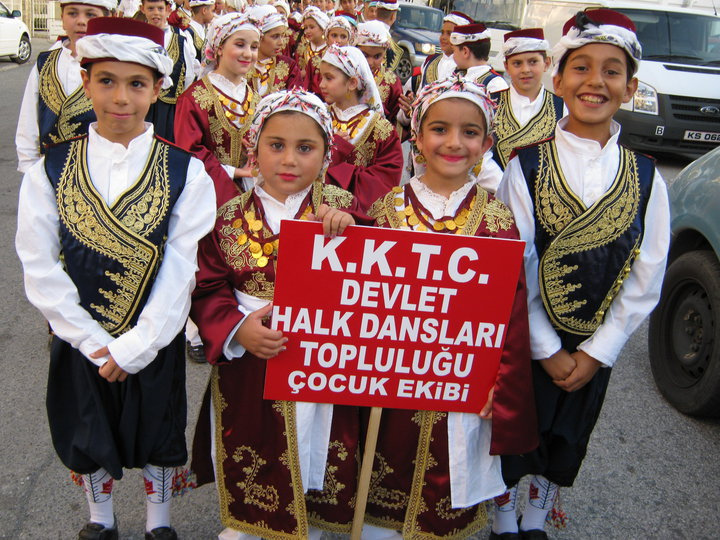
Niños turcochipriotas, vestidos con ropa tradicional, preparándose para un espectáculo de bailes folclóricos

### Literatura
La poesía es la forma de literatura más publicada en el norte de Chipre. La poesía turcochipriota se basa tanto en los efectos de la literatura turca como en la cultura de la isla de Chipre, junto con algún reflejo de la historia colonial británica.
La primera época de la poesía turcochipriota tras la introducción del alfabeto latino, caracterizada por poetas como Nazif Süleyman Ebeoğlu, Urkiye Mine Balman, Engin Gönül, Necla Salih Suphi y Pembe Marmara, tenía fuertes elementos nacionalistas debido a las actitudes políticas de los turcochipriotas de la época y reflejaba estilísticamente la poesía de la Turquía continental. Mientras tanto, otros poetas, como Özker Yaşın, Osman Türkay, que fue nominado al Premio Nobel de Literatura en dos ocasiones, y Nevzat Yalçın trataron de escribir con estilos más originales, con la influencia de los estilos poéticos nacientes en Turquía y los de Gran Bretaña. Este grupo de poetas fue muy prolífico y aumentó la popularidad de la poesía en la comunidad turcochipriota, y son considerados figuras clave de la literatura turcochipriota.
El nacionalismo turcochipriota dio paso a una noción de chipriota en la década de 1970, con la influencia de Yaşın, Türkay y Yalçın. Durante este periodo surgió la llamada «generación de poetas de 1974», encabezada por poetas como Mehmet Yaşın, Hakkı Yücel, Nice Denizoğlu, Neşe Yaşın, Ayşen Dağlı y Canan Sümer. La poesía de esta generación se caracterizó por la valoración de la identidad turcochipriota como algo distinto de la identidad turca y la identificación de Chipre como la patria turcochipriota en lugar de Turquía, en contraste con la poesía nacionalista anterior. 
Este enfoque suele denominarse «poesía chipriota del rechazo», ya que se resiste a la influencia de Turquía, destacando la ruptura cultural entre Turquía y Chipre debido a la reciente experiencia de la guerra y, por tanto, la independencia de la poesía y la identidad turcochipriotas. A esto le siguió una mayor adopción de la identidad mediterránea en la década de 1980, acompañada de los efectos de la liberalización de la sociedad turcochipriota, como se refleja en los elementos feministas, de los que un ejemplo particular es Neriman Cahit

### Cine
Anahtar (Llave), estrenada en 2011, fue el primer largometraje producido íntegramente en el norte de Chipre. También se han realizado algunas otras coproducciones. Una coproducción de Chipre del Norte, Turquía, Gran Bretaña y los Países Bajos, Kod Adı Venüs (Nombre en clave Venus), se proyectó en el Festival de cine de Cannes en 2012. El director de cine y guionista Derviş Zaim alcanzó la fama con su película de 2003 Mud (Çamur), que ganó el premio de la UNESCO en el Festival de Cine de Venecia.

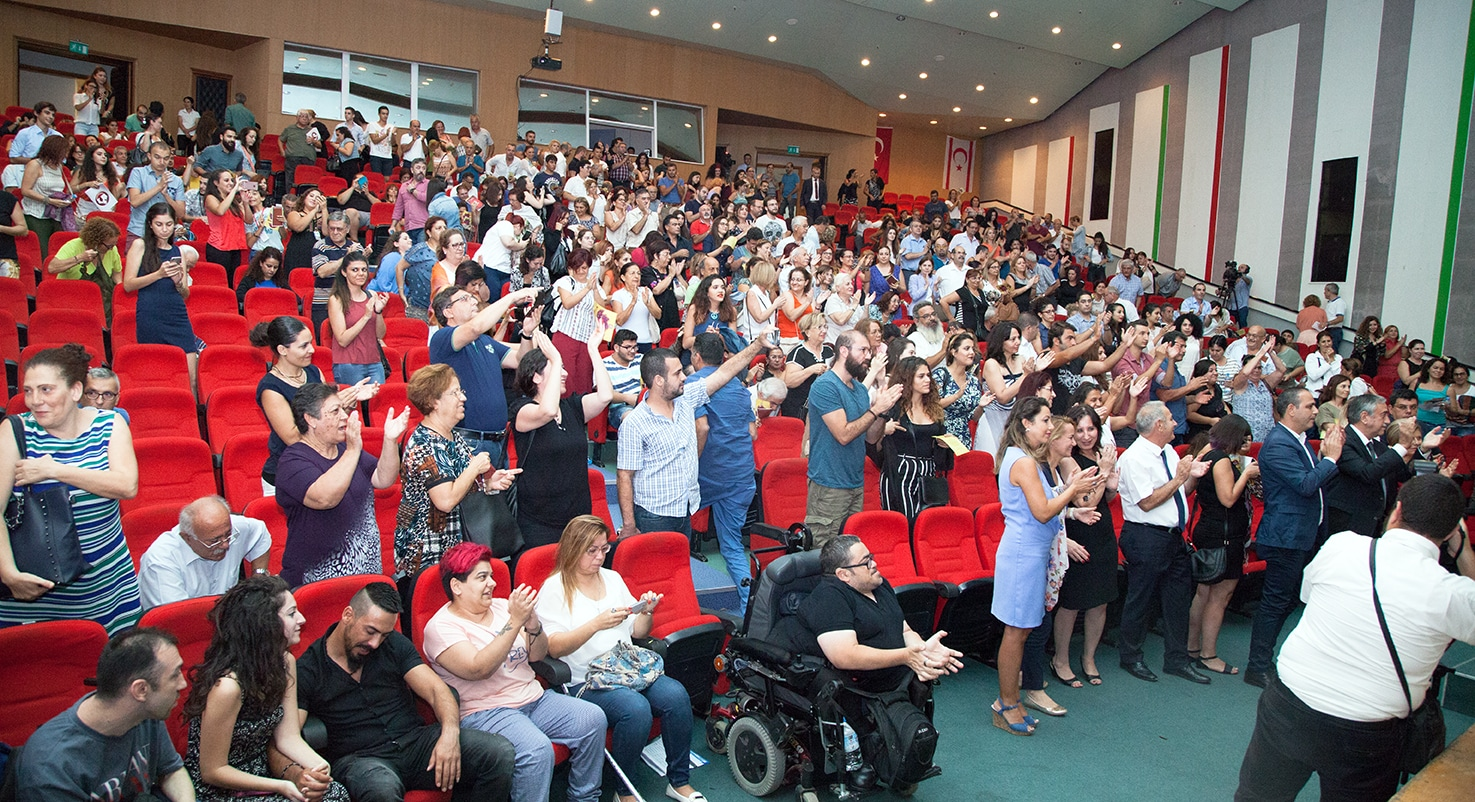
Público en el Festival de Teatro de Nicosia en el Centro cultural y de conferencias Atatürk

El documental Kayıp Otobüs (El autobús desaparecido), dirigido por el periodista turcochipriota Fevzi Tașpınar, se emitió en la televisión TRT, además de participar en el Festival de Cine de Boston en 2011. La película cuenta la historia de once trabajadores turcochipriotas que abandonaron sus hogares en un autobús en 1964 que nunca regresó. Sus restos fueron encontrados en un pozo de Chipre en octubre de 2006.

### Teatro
El teatro en el norte de Chipre corre a cargo, sobre todo, del Teatro Estatal Turcochipriota, los teatros municipales y varias compañías teatrales privadas. El Festival de Teatro de Chipre, organizado por el municipio turco de Nicosia, es una gran acontecimiento en la que también participan instituciones de Turquía. En el norte de Chipre no hay grandes salas construidas específicamente para el teatro, por lo que las obras suelen tener lugar en salas de conferencias.
Los orígenes del teatro turcochipriota se encuentran en el Karagöz y el Hacivat, un juego de sombras que se popularizó en la isla como forma de entretenimiento durante la época del Imperio otomano. Esta forma de teatro ha perdido su popularidad en la actualidad, pero sigue siendo televisada durante las fiestas religiosas islámicas.

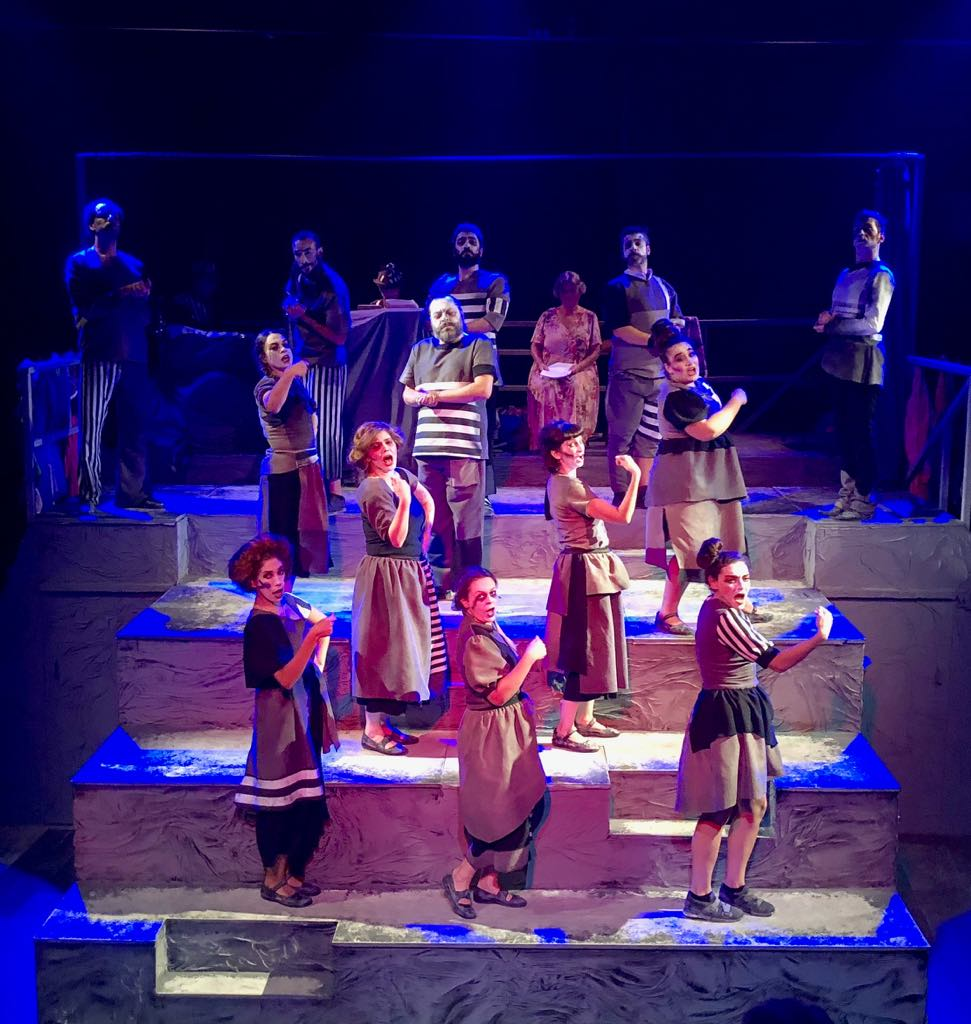
Espectáculo del Teatro municipal de Nicosia, compañía turcochipriota de Teatro

Después de la década de 1840, cuando el estado Otomano comenzó a modernizarse, el teatro con mayores elementos europeos se encontró con el público turcochipriota. Sin embargo, el inicio del teatro turcochipriota en el sentido moderno se considera la puesta en escena de la obra «Vatan Yahut Silistre» («Patria contra Silistra») del dramaturgo turco Namık Kemal en 1908.
A esto le siguió una proliferación de la actividad teatral en la comunidad turcochipriota, ya que se escribieron y pusieron en escena obras locales y las compañías teatrales de Turquía subieron al escenario de Chipre en la década de 1920, todas las ciudades importantes de Chipre tenían obras turcochipriotas que se representaban con regularidad.
En la década de 1960, el teatro turcochipriota comenzó a institucionalizarse. El principal grupo teatral, llamado «İlk Sahne» (Primer Escenario), fundado en 1963, pasó a llamarse Teatro Estatal Turcochipriota en 1966, y desde entonces ha representado más de 85 obras. El teatro es actualmente una forma de arte muy popular en el norte de Chipre, con largas colas para conseguir entradas para las obras del Festival de Teatro de Chipre, y el número de asistentes al teatro aumenta constantemente.

## Deporte
Debido a la falta de reconocimiento internacional, Chipre del Norte no es miembro de algunos organismos deportivos internacionales.
Hay cinco estadios en Chipre del Norte, cada uno con una capacidad que oscila entre los 7.000 y los 30.000 espectadores. El deporte más popular en Chipre del Norte es el fútbol, siendo su referente la Selección de fútbol de Chipre del Norte y con una liga propia llamada Liga Birinci o K-pet Superlig
Hay 29 federaciones deportivas en Chipre del Norte y 13.838 personas inscritas en ellas en 2008. El taekwondo-karate-aikido-kurash es el deporte más popular, con 6054 atletas. Le siguen el fútbol (2240 atletas), el tiro (1150 atletas) y la caza (1017 atletas).

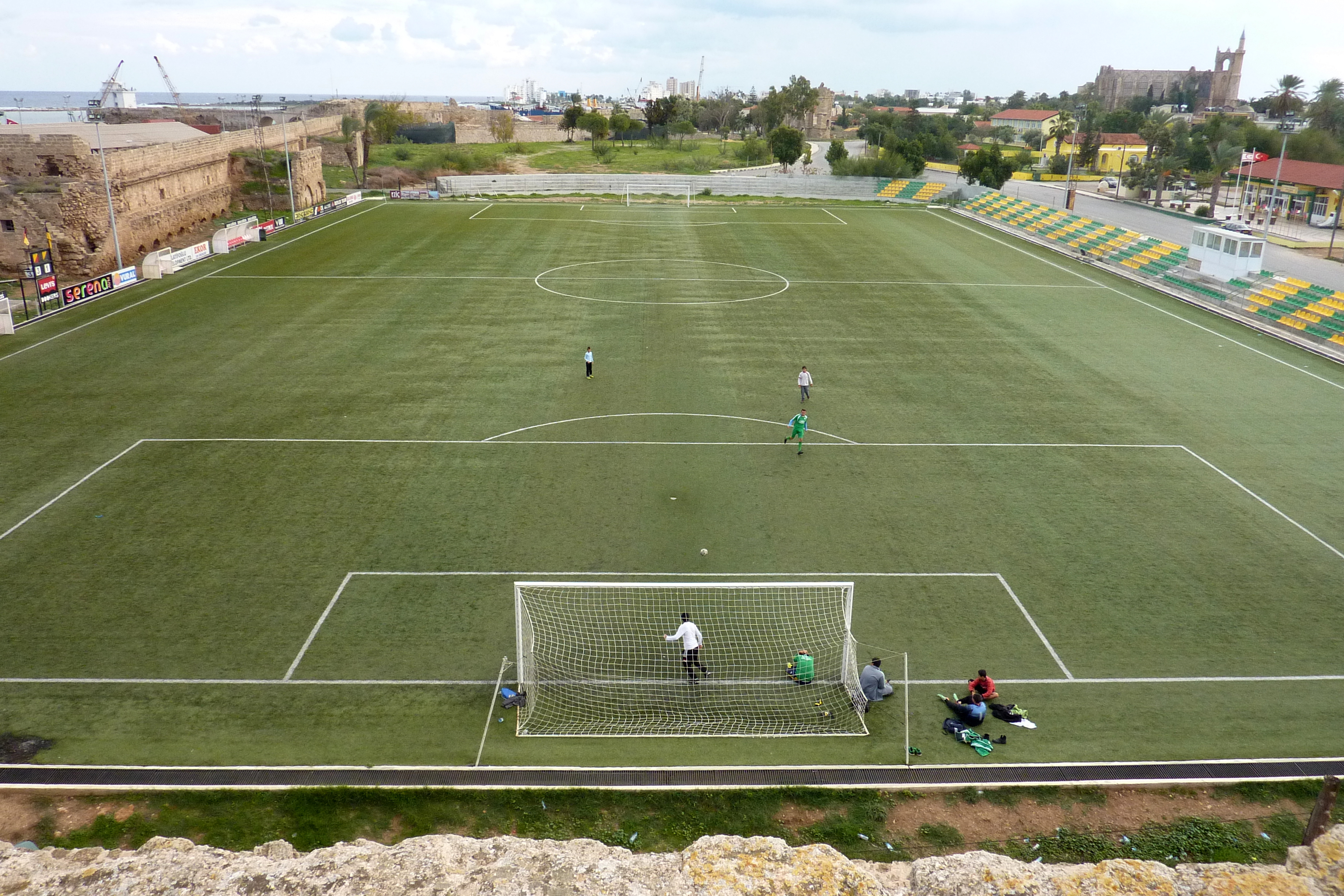
El estadio Canbulat en Famagusta, Chipre del Norte

Algunos clubes deportivos del norte de Chipre participan en las ligas deportivas de la vecina Turquía. Por ejemplo: el Fast Break Sport Club, en la Liga Regional de Baloncesto Masculino de Turquía; el Beşparmak Sport Club, en la Primera Liga de Balonmano de Turquía; y el Lefka European University, en la Superliga de Tenis de Mesa de Turquía. El récord internacional de nado de 75 km entre Turquía y el norte de Chipre pertenece al turco Alper Sunaçoğlu (completado en 26 horas y 15 minutos).

### Fútbol
El fútbol es el deporte nacional del norte de Chipre. Está regido por la Federación Turca de Fútbol de Chipre (en turco: Kıbrıs Türk Futbol Federasyonu, KTFF), creada en 1955. La KTFF supervisa la selección nacional y el sistema de ligas. La liga nacional de máximo nivel es la KTFF Süper Lig, seguida de la KTFF 1. Lig y la KTFF 2. Lig. La copa nacional, regulada por la KTFF, es la Copa de Chipre. El ganador de la liga y de la copa juega la Supercopa KTFF.
Debido al embargo deportivo internacional contra el norte de Chipre, los equipos turcochipriotas no pueden jugar partidos internacionales.
El fútbol se introdujo en Chipre en 1878 con la llegada de las tropas británicas. Hay 2.500 jugadores con licencia en el norte de Chipre. La selección nacional ocupa actualmente el primer puesto en la clasificación de la NF-Board y está por encima de todos los equipos que no pertenecen a la FIFA en el World Football Elo Ratings.

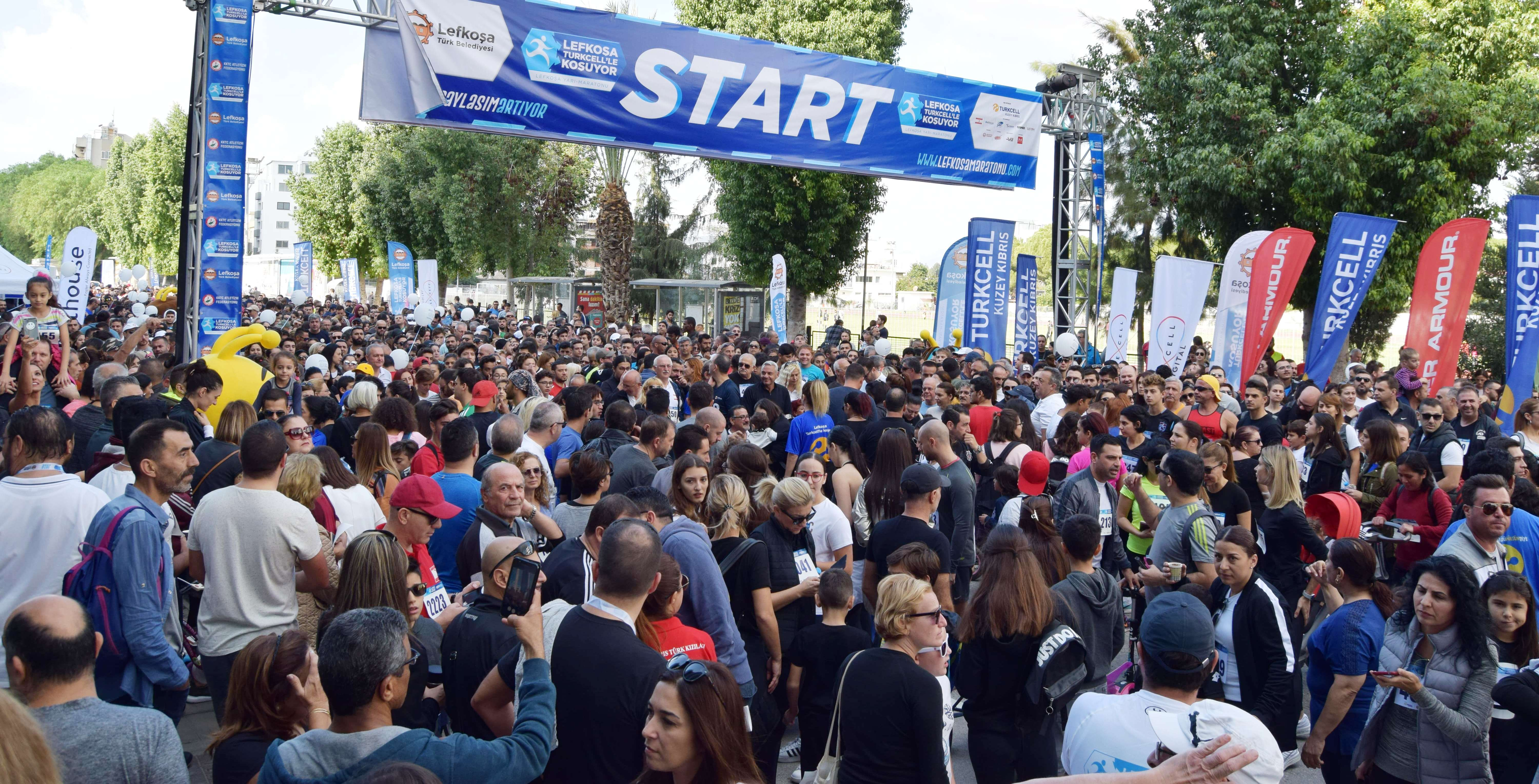
Maratón en la parte turcochipriota de Nicosia en Chipre del Norte, en 2018

En los primeros años tras la invasión turca de 1974, los equipos de fútbol turcochipriotas pudieron disputar partidos internacionales contra equipos de países como Turquía, Arabia Saudí, Malasia o Libia. Esto se debió a la tolerancia mostrada por la FIFA a iniciativa de su secretario general, Helmut Käser. Sin embargo, tras la declaración de independencia en 1983 considerada ilegal por parte de gran parte de la comunidad internacional, los equipos turcochipriotas y la selección nacional no oficial perdieron la posibilidad de disputar partidos internacionales. 
Un equipo turco, el Fenerbahçe SK, realizó una concentración en el norte de Chipre en 1990 y planeó jugar con un equipo local, pero el partido no fue permitido por la FIFA, que reconoce a la Asociación de Fútbol de Chipre como la única autoridad internacionalmente avalada para el fútbol en la isla de Chipre. En la Copa ELF que tuvo lugar en el norte de Chipre en 2006, la FIFA presionó con éxito a la selección nacional afgana para que no jugara en el torneo, y los miembros de la FIFA Kirguistán y Tayikistán enviaron en su lugar a sus equipos de fútbol sala.
Una oferta turcochipriota para unirse a la FIFA fue rechazada de nuevo en 2004, tras los referendos del Plan Annan. En 2007, un partido de fútbol amistoso entre el Çetinkaya Türk S.K. y el Luton Town F.C. fue cancelado tras la presión del gobierno del sur controlado por los grecochipriotas de la República de Chipre. En 2014, la Federación Turca de Fútbol de Chipre, tras el acuerdo firmado entre ambas, solicitó su ingreso en la Asociación de Fútbol de Chipre, pero las conversaciones llegaron a un punto muerto debido a la intervención política de Turquía.

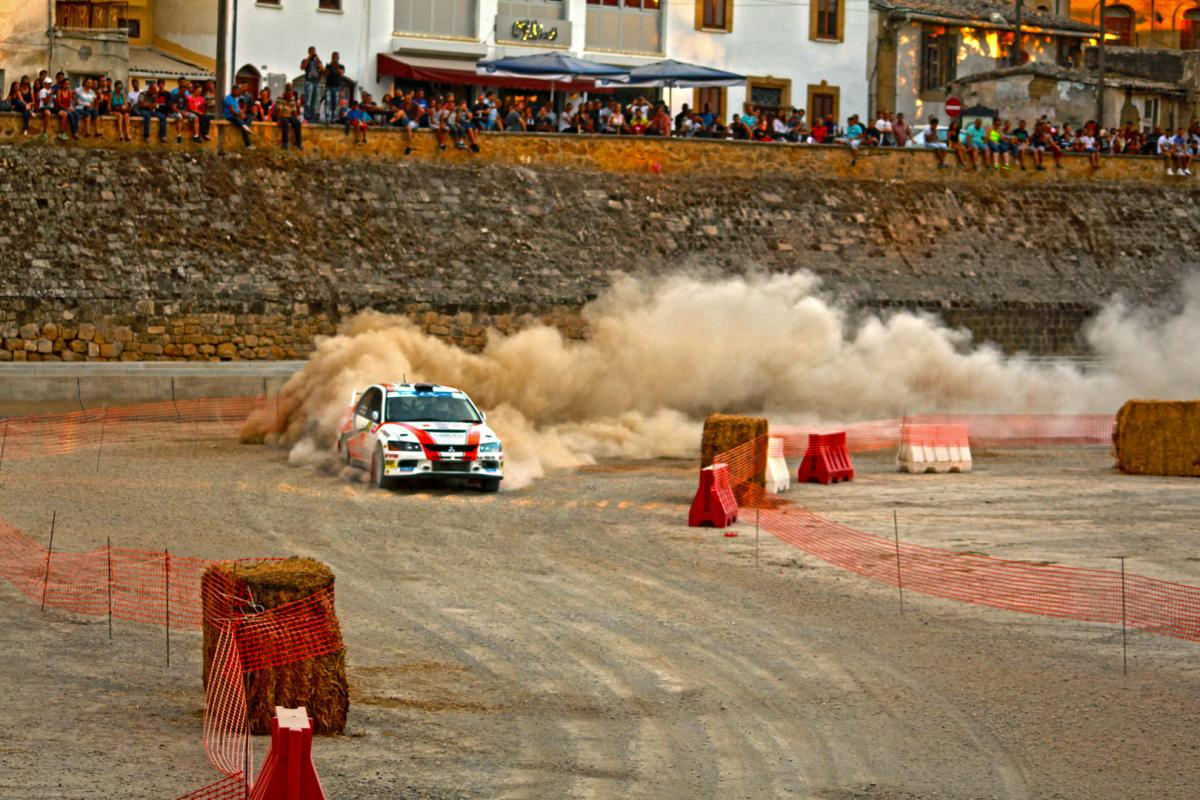
Rally en la parte norte de Nicosia

El fútbol femenino sigue estando muy poco desarrollado en el norte de Chipre. La primera liga de fútbol femenino del norte de Chipre, la Liga Femenina KTFF, se creó en la temporada 2007-08 con siete equipos. El número de equipos aumentó posteriormente a nueve. Sin embargo, la falta de equipos y de interés, así como la violencia en los partidos, provocaron la cancelación de la liga por parte de la federación. Solo el Akdeniz Nurçelik SK, la rama femenina del Akdeniz Spor Birliği se mantuvo profesionalmente activo en este ámbito El equipo estuvo, a partir de la temporada 2014-15, en la Tercera Liga de Fútbol Femenino de Turquía.